# Tokio
Tokio (auch Tokyo, japanisch 東京ⓘ Tōkyō [to̞ːkjo̞], deutsch ‚östliche Hauptstadt‘) ist eine Weltstadt in der Kantō-Region im Osten der japanischen Hauptinsel Honshū. Mit 9.640.742 Einwohnern (Stand: 2021) ist die bevölkerungsreichste Metropole des Landes Sitz der japanischen Regierung und des Tennō als Teil des Hauptstadtgebietes Japans. Sie umfasst die 23 Bezirke auf dem Gebiet der 1943 als Verwaltungseinheit abgeschafften Stadt Tokio und ist damit keine eigene Gebietskörperschaft mehr; stattdessen bilden die Bezirke zusammen mit den Städten und Gemeinden der westlich gelegenen Tama-Region und den südlichen Izu- und Ogasawara-Inseln die Präfektur Tokio. Diese bildet wiederum das Zentrum der Metropolregion Tokio-Yokohama, in der mehr als 38,5 Millionen Menschen leben (Stand 2019), was die Region zum zweitgrößten Ballungsraum der Welt macht.
Die Stadtgeschichte beginnt im Jahr 1446, als Ōta Dōkan in einem Sumpfgebiet am Nordufer der heutigen Bucht von Tokio mit dem Bau der Burg Edo begann, umgeben von einigen Fischerdörfern. 1590 ging diese Burg an Tokugawa Ieyasu, der hier nach seinem Sieg in der Schlacht von Sekigahara sein neues Shōgunat und damit die Edo-Zeit begründete. Edo wurde neben Kyōto zum politischen und kulturellen Zentrum des Landes. Mit der Meiji-Restauration 1868 wurde das Shōgunat abgeschafft und der Sitz des Tennō nach Edo verlegt, die Burg wurde zum Kaiserpalast und Edo bekam seinen neuen Namen Tokio, der „Östliche Hauptstadt“ bedeutet. Von da an wuchs auch die Bevölkerung der Stadt, die bereits um 1910 mit rund zwei Millionen Einwohnern zu den größten der Welt zählte. Im Zweiten Weltkrieg war Tokio zahlreichen Luftangriffen durch die USA ausgesetzt, bei denen rund die Hälfte der Stadtfläche zerstört wurde. Nach dem Ende der amerikanischen Besatzungszeit folgte ein rascher wirtschaftlicher Aufschwung, einhergehend mit einem erneuten Bevölkerungszuwachs.
Tokio ist heute das Industrie-, Handels-, Bildungs- und Kulturzentrum Japans mit zahlreichen Universitäten, Hochschulen, Forschungsinstituten, Theatern und Museen. Mit den Flughäfen Narita und Haneda und als Ausgangspunkt der meisten Shinkansen-Linien ist es auch das Verkehrszentrum des Landes. Der Finanzplatz Tokio ist nicht nur der größte Japans, sondern zählt neben London, New York und Hongkong auch zu den fünf größten der Welt. Tokio erbrachte 2024 eine Wirtschaftsleistung von 2,055 Billionen US-Dollar. Unter den Städten der Welt belegt sie damit den ersten Rang und wäre als eigener Staat gezählt unter den 20 größten Volkswirtschaften der Welt. Zudem weist die Stadt ein hohes Preisniveau auf und lag in einer Studie 2014 auf Platz 9 der teuersten Städte weltweit. Neben modernen Sehenswürdigkeiten wie dem Tokyo Tower oder Tokyo Skytree bietet sie auch historische Anlagen wie die Kaiserlichen Gärten in Chiyoda, den Ueno-Park oder den Asakusa-Kannon-Tempel. In den vergangenen Jahren wurde Tokio zu einem zunehmend beliebten Tourismusziel und befindet sich mit jährlich bis zu acht Millionen Besuchern aus dem Ausland unter den 20 meistbesuchten Städten. In einer Rangliste der Städte nach ihrer Lebensqualität belegte Tokio im Jahre 2018 den 50. Platz unter 231 untersuchten Städten weltweit.

## Geographie

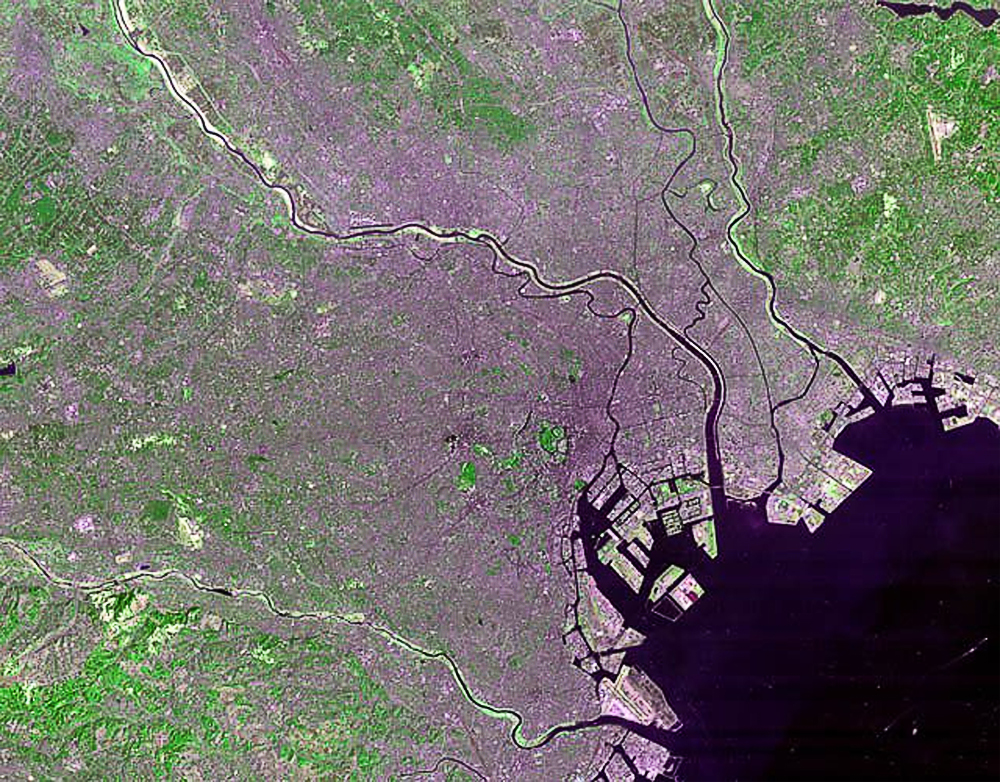
Landsat-Aufnahme von Tokio und seiner Umgebung

### Geographische Lage
Tokio liegt an der Bucht von Tokio auf der Insel Honshū, der größten der vier Hauptinseln des japanischen Archipels, in der Kantō-Ebene (Kantō-heiya) durchschnittlich sechs Meter über dem Meeresspiegel. Kantō ist das Gebiet, das in weitem Bogen um die Tokiobucht liegt. Der Name Kantō bedeutet „östlich der Barriere“ – eine historische Bezeichnung. (Kansai, also „westlich der Barriere“, ist das Gebiet um Osaka.) Mit „Barriere“ ist die alte Zollgrenze gemeint, die Westjapan von Ostjapan trennte, westlich der Stadt Hakone.
Die Kantō-Ebene ist die größte Ebene in Japan. Durch frühere, gewaltige Vulkanausbrüche des in den letzten Jahrhunderten eher ruhigen Fujisan wurde fast die komplette Ebene mit fruchtbarer, vulkanischer Asche eingedeckt – dem sogenannten kantō rōmu sō. Dazu kommt die große Tokiobucht, die tief genug ist, um als Hafen zu fungieren, und flach genug, um dem Meer größere Flächen abzuringen.

### Definition und Größe von Tokio

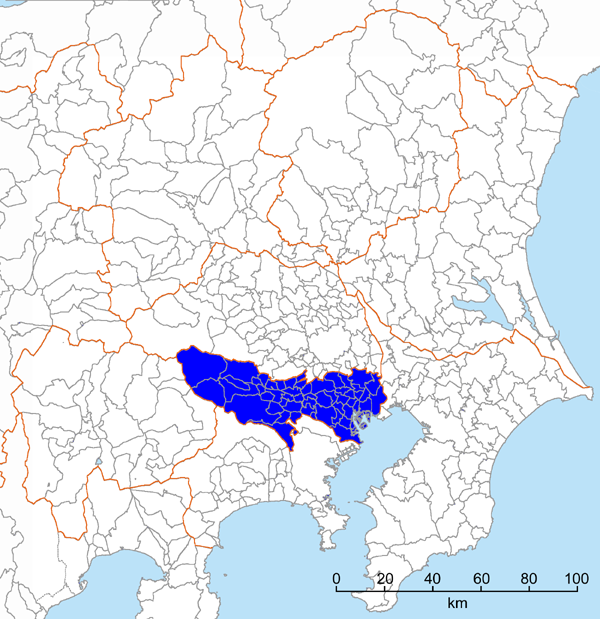
Karte der Präfektur Tokio mit den 23 Bezirken und Tama-Region, ohne Pazifikinseln

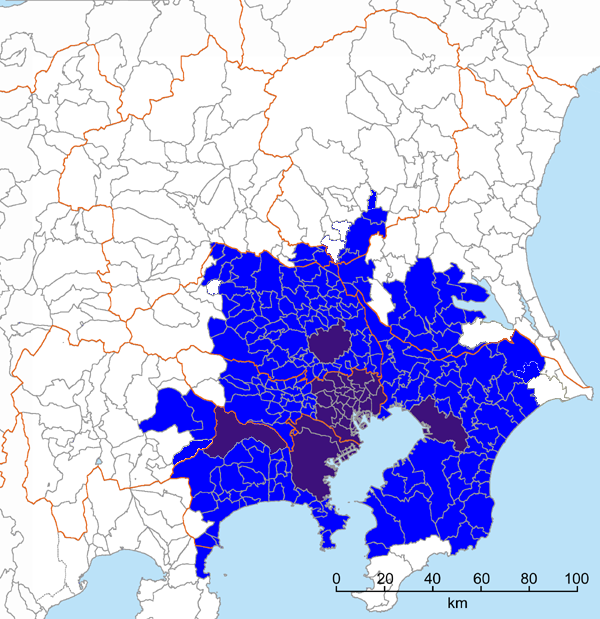
Metropolregion Kantō (関東大都市圏, Kantō Dai-toshi-ken; 37,555 Mio. Einwohner, 2014)

Im administrativen Sinn existiert keine Stadt Tokio. Stadtgebiet im Sinne dieses Artikels sind die 23 Bezirke Tokios. Ihre Fläche beträgt 621,98 Quadratkilometer. Sie bilden den städtischen Kernbereich des Ballungsraums und befinden sich auf dem Gebiet der ehemaligen Stadt Tokio, die als politische Einheit 1943 aufgelöst wurde. Jeder Bezirk (japanisch 区 ku) ist administrativ eine eigenständige Kommune. Offiziell bezeichnen sich die Bezirke auf Englisch als City (z. B. Shinjuku City, Shibuya City).
Die Präfektur Tokio (japanisch 東京都 Tōkyō-to; engl. Tokyo Metropolis) umfasst neben den 23 Bezirken auch den westlichen Teil des Ballungsraumes, bis zu den Ausläufern der Japanischen Alpen, die Tama-Region. Außerdem gehören die südlich im Pazifik gelegenen Izu-Inseln und Ogasawara-Inseln sowie Okinotorishima zur Präfektur. Die Präfektur hat über 13 Millionen Einwohner und erstreckt sich bis zum nördlichen Wendekreis.
Obwohl Tokio (im Sinne der 23 Bezirke) allein bereits über neun Millionen Einwohner beherbergt, ist die Stadt selbst umgeben von Millionenstädten, Saitama im Norden, Chiba im Osten sowie Yokohama und Kawasaki (Präfektur Kanagawa) im Süden. Im Westen schließt sich die Tama-Region mit vier Millionen Einwohnern an.
Zusammen bilden diese Städte mit ihrem Umland die Metropolregion Tokio. In Japan wird das Gebiet als Tokiobereich (東京圏, Tōkyō-ken), Hauptstadtbereich (首都圏, Shuto-ken) oder Südkantō (南関東, Minami-Kantō) bezeichnet. Die unterschiedlichen Namen bezeichnen unterschiedliche Definitionen für die Grenzen der Metropolregion, die im Allgemeinen die Präfektur Tokio selbst, allerdings ohne Pazifikinseln, und komplett oder teilweise die Nachbarpräfekturen Chiba, Kanagawa und Saitama umfasst, sowie kleinere Teile von Gunma, Ibaraki und Tochigi, und sogar Yamanashi. Die Metropolregion umfasst 13.572 km² und besitzt rund 37,555 Millionen Einwohner (2014). Das Ballungsgebiet um Tokio bildet die größte Metropolregion der Welt.

### Die 23 Bezirke Tokios
Das Gebiet der früheren Stadt Tokio mit ihren 35 Stadtbezirken, also den urbanen Kernbereich Tokios, füllen seit 1947 die 23 Bezirke (区 -ku) aus, die weitgehend als eigenständige Kommunen fungieren:
- Adachi
- Arakawa
- Bunkyō
- Chiyoda
- Chūō
- Edogawa
- Itabashi
- Katsushika
- Kita
- Kōtō
- Meguro
- Minato
- Nakano
- Nerima
- Ōta
- Setagaya
- Shibuya
- Shinagawa
- Shinjuku
- Suginami
- Sumida
- Toshima
- Taitō

### Klima
Die Stadt befindet sich im Bereich des subtropischen Ostseitenklimas (nach Neef). Laut Köppenscher Klimaklassifikation ist die Stadt dem warmgemäßigten Seeklima zuzurechnen. Die Sommer sind heiß und feucht (30 °C tagsüber und 20 °C nachts), die Winter trocken und sonnig (10 °C tagsüber und um 0 °C nachts); manchmal fällt auch Schnee. Die Regenzeit (Tsuyu) mit täglichen Regenschauern dauert von Ende Juni bis Mitte Juli. Sie wird von feuchten Passatwinden aus dem Westpazifik hervorgerufen. Anschließend – von Mitte Juli bis Ende August – ist es anhaltend heiß mit hoher Luftfeuchtigkeit.
Taifune drohen im September oder Oktober, dauern aber selten länger als einen Tag. Sie entstehen meist im Sommer oder Frühherbst im Nordpazifik westlich der Datumsgrenze und nördlich des 5. nördlichen Breitengrades am Rand des Kalmengürtels und wandern dann meistens zuerst nordwestlich in Richtung Vietnam, Philippinen und China. Wenn sie das Festland nicht erreichen, drehen sie in nordöstliche Richtung ab und suchen Korea und Japan heim. In Tokio bringen Taifune starke Windböen und Regenfälle, schwächen sich dann aber allmählich ab, je weiter sie ins Inland vordringen, da sie kein Wasser mehr aufnehmen.
Die durchschnittliche Jahrestemperatur in Tokio beträgt 15,6 °C, die jährliche Niederschlagsmenge im Mittel 1466,8 Millimeter. Der wärmste Monat ist der August mit durchschnittlich 27,1 °C, der kälteste der Januar mit 5,2 °C im Mittel. Der meiste Niederschlag fällt im September mit durchschnittlich 208,5 Millimeter, der wenigste im Dezember mit 39,6 Millimeter im Mittel.
|                       | Jan  | Feb  | Mär   | Apr   | Mai   | Jun   | Jul   | Aug   | Sep   | Okt   | Nov  | Dez  |   |         |
| Mittl. Tagesmax. (°C) | 9,9  | 10,4 | 13,3  | 18,8  | 22,8  | 25,5  | 29,4  | 31,1  | 27,2  | 21,8  | 16,9 | 12,4 | ⌀ | 20      |
| Mittl. Tagesmin. (°C) | 2,5  | 2,9  | 5,6   | 10,7  | 15,4  | 19,1  | 23,0  | 24,5  | 21,1  | 15,4  | 9,9  | 5,1  | ⌀ | 13      |
|                       |      |      |       |       |       |       |       |       |       |       |      |      |   |         |
| Niederschlag (mm)     | 52,3 | 56,1 | 117,5 | 124,5 | 137,8 | 167,7 | 153,5 | 168,2 | 209,9 | 197,8 | 92,5 | 51,0 | Σ | 1.528,8 |
|                       |      |      |       |       |       |       |       |       |       |       |      |      |   |         |
| Sonnenstunden (h/d)   | 5,6  | 5,3  | 5,3   | 5,4   | 5,9   | 4,1   | 4,4   | 5,7   | 3,7   | 4,2   | 4,6  | 5,3  | ⌀ | 5       |
|                       |      |      |       |       |       |       |       |       |       |       |      |      |   |         |
| Regentage (d)         | 4,5  | 5,5  | 9,9   | 9,9   | 10,3  | 11,4  | 10,3  | 7,7   | 11,0  | 9,8   | 6,8  | 4,2  | Σ | 101,3   |
|                       |      |      |       |       |       |       |       |       |       |       |      |      |   |         |
| Wassertemperatur (°C) | 14   | 14   | 14    | 16    | 18    | 21    | 23    | 24    | 24    | 21    | 18   | 14   | ⌀ | 18,4    |
|                       |      |      |       |       |       |       |       |       |       |       |      |      |   |         |
| Luftfeuchtigkeit (%)  | 50   | 52   | 56    | 63    | 66    | 73    | 76    | 73    | 73    | 67    | 61   | 54   | ⌀ | 63,7    |

| 2,5 |

| 2,9 |

| 5,6 |

| 10,7 |

| 15,4 |

| 19,1 |

| 23,0 |

| 24,5 |

| 21,1 |

| 15,4 |

| 9,9 |

| 5,1 |

| 2,5 |

| 2,9 |

| 5,6 |

| 10,7 |

| 15,4 |

| 19,1 |

| 23,0 |

| 24,5 |

| 21,1 |

| 15,4 |

| 9,9 |

| 5,1 |

### Erdbeben

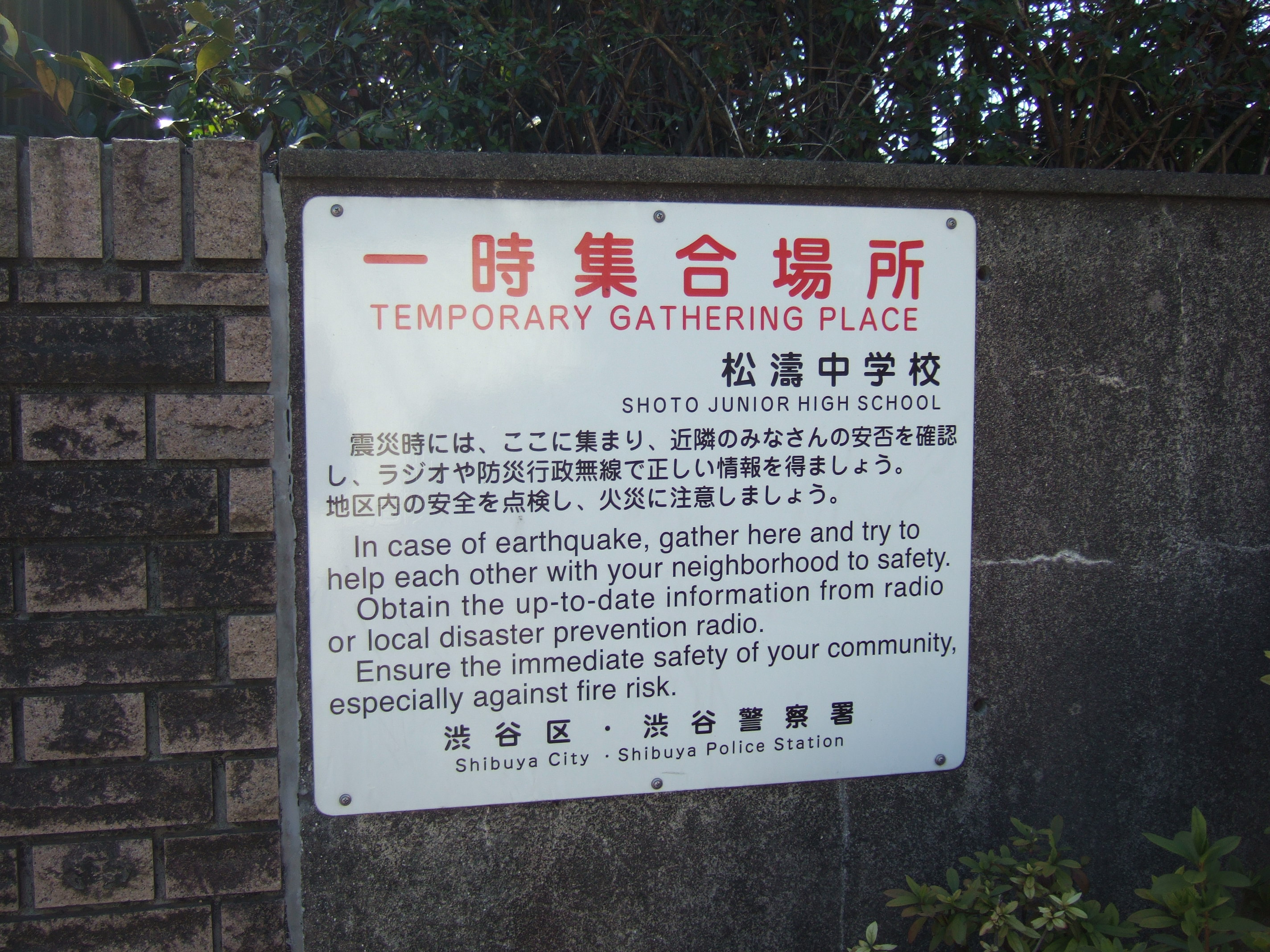
Sammelfläche für den Erdbebenfall in Shibuya, Tokio

Tokio liegt in einer der aktivsten Erdbebenzonen der Welt. Kleine Erdbeben sind in der Stadt nichts Außergewöhnliches. Während der sehr aktiven Phasen können kleine, bemerkbare Erdbeben fast täglich auftreten. Trotz aller Anstrengungen ist den Wissenschaftlern eine wirksame Erdbebenvorhersage noch nicht gelungen.
Eine der bekanntesten Theorien stammt von Kawasumi Hiroshi, dem Präsidenten des Instituts für Erdbebenforschung der Universität von Tokio. Er hat alle Erdbeben in Tokio seit dem Jahre 818 mit einer Magnitude von über 5 auf der Richterskala analysiert und festgestellt, dass sich durchschnittlich alle 69 Jahre ein größeres Erdbeben ereignet. Demnach hätte das nächste große Beben im Jahre 1992 kommen müssen. Allerdings ist dies eine rein statistische Berechnung, die keine geologischen Gegebenheiten berücksichtigt und deshalb zur kurzfristigen Vorhersage völlig ungeeignet ist. Eine erheblich differenziertere Betrachtung nahm Ishibashi Katsuhiko von der Universität in Kōbe vor. Nach seiner Feststellung ereignen sich die Erdbeben immer in einem gewissen Zyklus. Am Anfang kommen mehrere kleinere Beben; ein großes Beben bildet dann immer den Abschluss dieses Zyklus.
Eines der schwersten Erdbeben war das Große Kantō-Erdbeben mit einer Magnitude von 7,9, bei dem am 1. September 1923 in Tokyo und Yokohama rund 140.000 Menschen starben und etwa 380.000 Häuser zerstört wurden. Weitere schwere Beben ereigneten sich in den Jahren 1615 (Magnitude 6,4), 1649 (7,1), 1703 (8,2), 1855 (6,9) und 1894 (7,0). Bei dem Genroku-Erdbeben am 31. Dezember 1703 wurden Tokio (damals: Edo) und andere Städte in der Umgebung zerstört. Über 10.000 Menschen kamen in der Region ums Leben.

## Geschichte

### Ursprung
Wie archäologische Funde belegen, war das Stadtgebiet schon in der Steinzeit besiedelt. Ursprünglich war Tokio unter seinem früheren Namen Edo ein kleiner Fischereihafen. Um das Jahr 1457 ließ der damalige Daimyō Ōta Dōkan nahe dem Dorf eine Burg bauen. Die Siedlung erlangte erst 1590 Bedeutung, als sie in den Besitz des Tokugawa Ieyasu (1543–1616), einem Shōgun, überging.

### Edo-Zeit

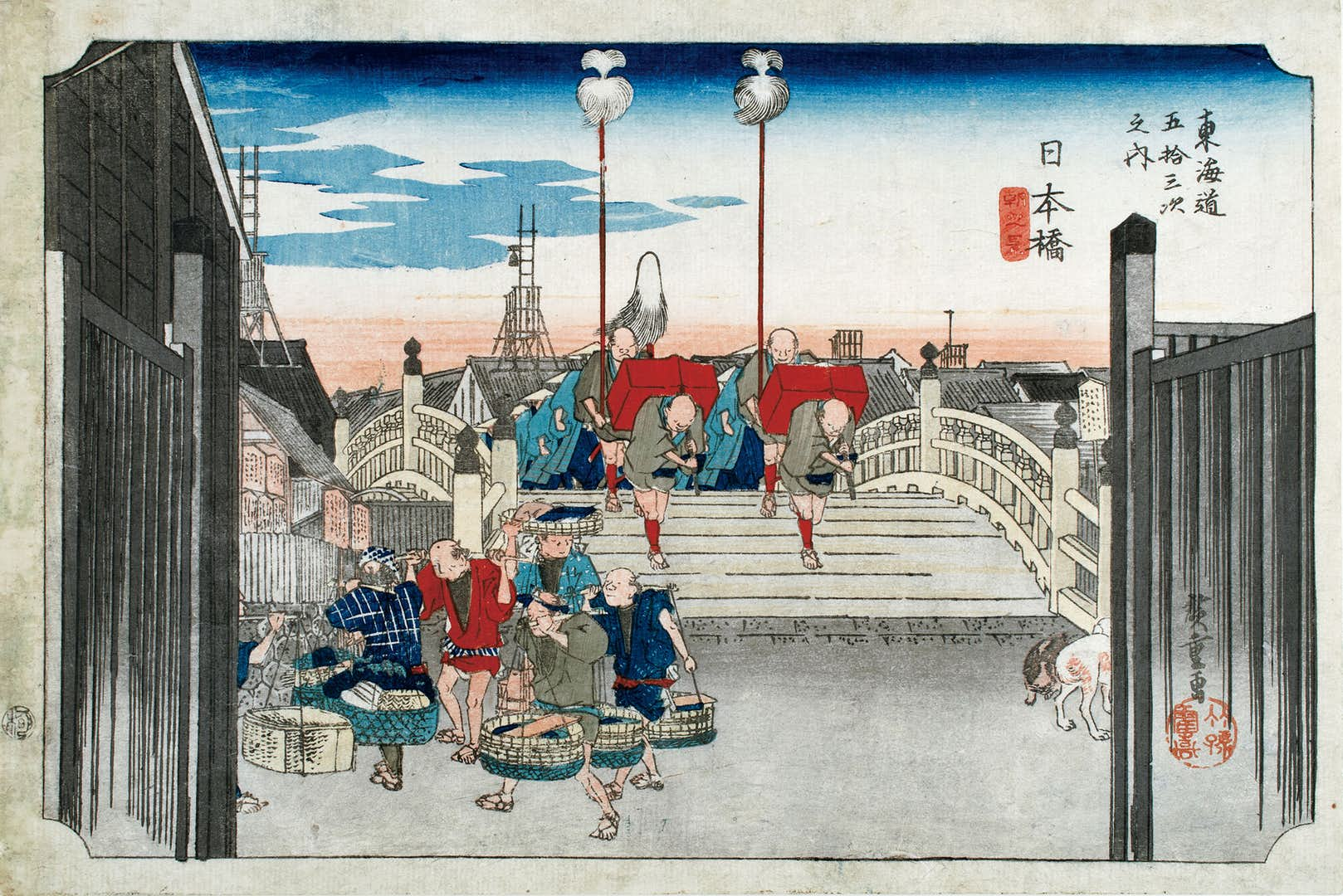
Nihonbashi in Edo, Farbholzschnitt von Hiroshige, 1832

Tokugawa Ieyasu bestimmte Edo 1603 zur Hauptstadt des Shōgunats, der wahren Macht in Japan, während der machtlose Tennō (Kaiser) weiterhin in der offiziellen Hauptstadt Kyōto residierte. Die Edo-Burg wurde während seiner Regierungszeit restauriert und erweitert. Das Gebiet um die Edo-Burg wurde als Yamanote bezeichnet.
Tokio wurde häufig von verheerenden Erdbeben und großen Bränden heimgesucht. So forderte etwa 1657 ein Großbrand mehrere Tausend Menschenleben und zerstörte mehr als 60 Prozent des damaligen Stadtgebietes. Das Shōgunat nutzte diese Gelegenheit für eine Neuordnung der Stadtstrukturen, die hauptsächlich der Brandverhütung und der Verstärkung der Verteidigungsanlagen der Edo-Burg diente. In dieser Phase wurden systematisch Schreine und Tempel in Außenbezirke transportiert und Stadtbewohner in neu gebaute Außenbezirke umgesiedelt.
Zu einem schnelleren Wachstum der Stadt führte der Befehl Tokugawa Ieyasus an seine Daimyō, in Edo eigene Residenzen zu errichten, wo ihre Familien praktisch als Geiseln gehalten wurden (Sankin-kōtai-Verfügung). Zahlreiche Handwerker und Kaufleute, die zur Versorgung des Hofes gebraucht wurden, ließen sich Anfang des 18. Jahrhunderts in Edo nieder.

### Meiji-Zeit bis zum Zweiten Weltkrieg

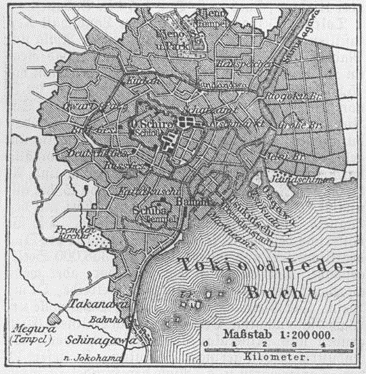
Historische Karte Tokios aus dem Jahr 1888

Im Jahre 1868 wurde auf Veranlassung des Meiji-Tennō (Mutsuhito, 1852–1912) der kaiserliche Hof nach Edo verlegt und die Stadt in 東京 für „östliche Hauptstadt“ oder genauer „kaiserliche Residenzstadt im Osten“ umbenannt. Die Schriftzeichen wurden damals teils in der Han-Lautung Tōkei, teils auch schon in der Wu-Lautung Tōkyō (Tokio) gelesen.
1872 zerstörte ein Großbrand die Bezirke Ginza und Marunouchi. Der Wiederaufbau und die damit verbundene Modernisierung des Stadtbildes erfolgten nach westlichem Vorbild. Die Planung hierfür wurde einem englischen Architekten übertragen, der das Stadtbild mit einer Mischung europäischer Stile prägen wollte (Straßen nach Pariser und Bauweise der Häuser nach Londoner Vorbild). Trotz einer gewissen Ambivalenz in der Bevölkerung ob der vollkommen neuen, westlichen Bauten, die ein geschlosseneres Wohngefühl vermittelten, ließ der damalige Gouverneur der Präfektur Tokio Yuri Kimimasa Handwerker und Bauleute nach Tokio kommen, um mit den Arbeiten zu beginnen. Gerade im Stadtteil Ginza sollte der Wiederaufbau so schnell wie möglich beginnen, da dort eine Bahnlinie zwischen Yokohama und Shimbashi eingeweiht werden sollte. Indem man traditionelle Wohn- und Lagerhäuser in Nebenstraßen versetzte, machte man Platz für die neue Architektur.
Die schwerste Naturkatastrophe in der neueren Geschichte Tokios war das Große Kantō-Erdbeben und Feuer vom 1. September 1923, bei dem ein Großteil der Stadt zerstört wurde. Beim im Jahre 1930 beendeten Wiederaufbau entstanden über 200.000 neue Gebäude, darunter viele nach westlichem Muster, sowie sieben Stahlbetonbrücken über den Fluss Sumida und einige Parks.
1943 wurde mit Erlass des Tōkyō-tosei die Stadt Tokio als administrative Einheit aufgelöst. Im Zweiten Weltkrieg begannen die Vereinigten Staaten am 24. November 1944 mit der Bombardierung Tokios, und auch am 25. Februar und am 10. März 1945 flogen amerikanische Bomber schwere Luftangriffe. Mehr als 100.000 Menschen starben, als ganze Stadtteile mit Gebäuden in traditioneller Holzbauweise ein Raub der Flammen wurden. Auf einer Fläche von 15 Quadratmeilen (ca. 39 Quadratkilometer) waren sämtliche Häuser zerstört, auch der historische Kaiserpalast wurde vernichtet.

### Nachkriegszeit bis heute

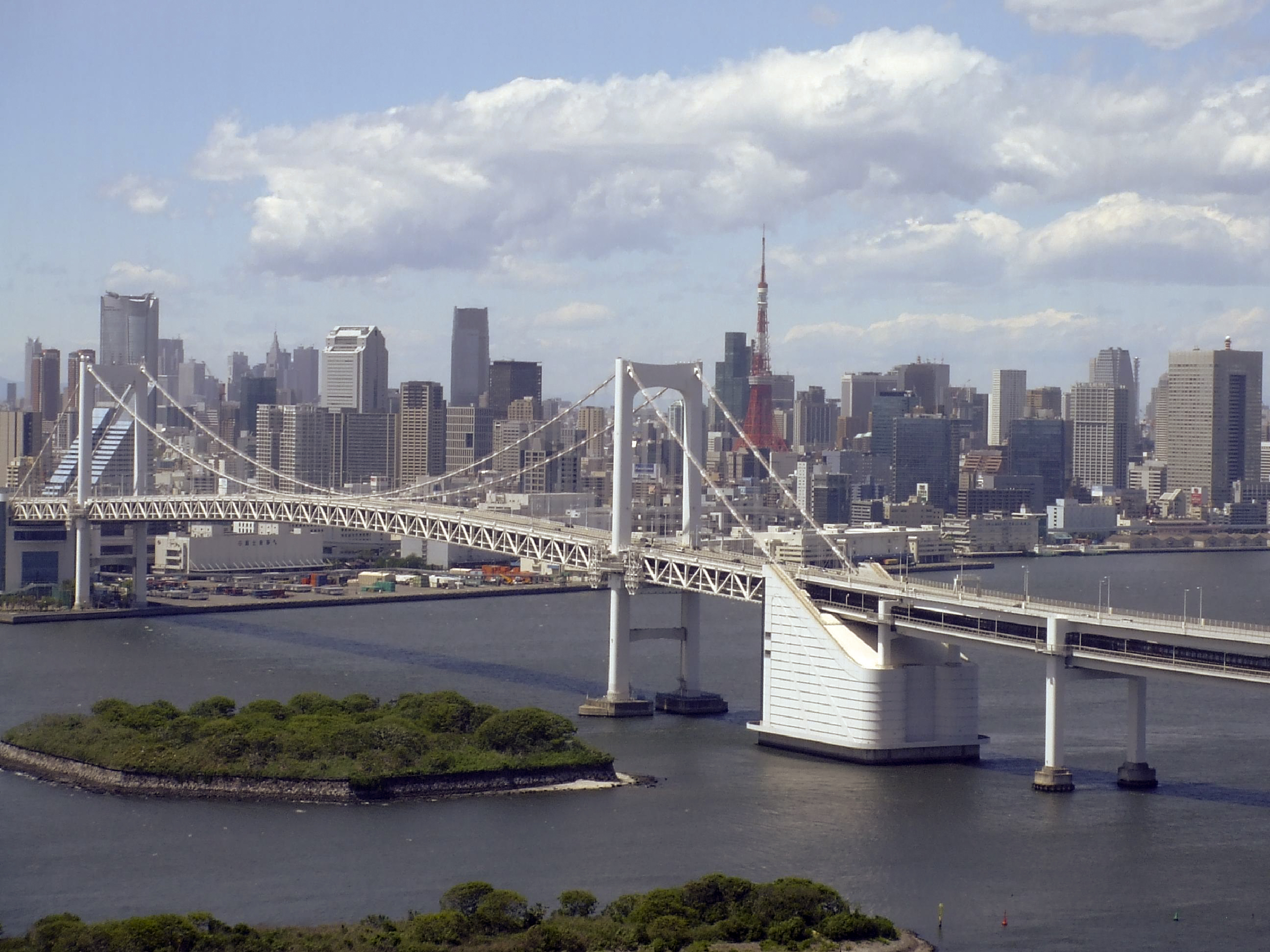
Rainbow Bridge in Tokio

Während der Besatzungszeit war Tokio von September 1945 bis April 1952 von amerikanischen Truppen besetzt. Die damit einhergehenden Spannungen entluden sich in den blutig niedergeschlagenen Demonstrationen am 1. Mai 1952. Gegenüber dem Kaiserpalast residierte General Douglas MacArthur, der als Supreme Commander for the Allied Powers die Besatzungsbehörden leitete. Besonders ab dem Beginn des Koreakriegs erlebte die Stadt eine Phase raschen Wiederaufbaus und wirtschaftlichen Wachstums.
Vom 10. Oktober bis 24. Oktober 1964 fanden in Tokio die XVIII. Olympischen Sommerspiele statt.
Am 20. März 1995 verübten Mitglieder der Ōmu Shinrikyō (Aum-Sekte) einen Sarin-Anschlag auf die Tokioter U-Bahn. Dabei starben dreizehn Menschen, und 6.252 wurden verletzt.
Laut der Forbes-Liste der World’s Most Expensive Cities To Live von 2009 galt Tokio als teuerste Stadt der Welt. Im März 2013 benannte die Forbes-Liste Tokio auf Platz zwei (hinter Hongkong).
Am 7. September 2013 wurde Tokio vom Internationalen Olympischen Komitee (IOC) als Gastgeber für die Olympischen Sommerspiele 2020 ausgewählt, die wegen der COVID-19-Pandemie auf 2021 verschoben werden mussten.

### Ausblick in die Zukunft
Für die nähere Zukunft sagen Seismologen für Tokio ein verheerendes Erdbeben in der Größenordnung des Großen Kantō-Erdbebens von 1923 vorher. Dies und die exorbitanten Grundstückspreise sind die Gründe, weshalb seit den 1990er Jahren eine Verlegung der Hauptstadt weg von Tokio diskutiert und geplant wird – Hauptstadtverlegungen gab es aus religiösen und politischen Gründen in der japanischen Geschichte schon oft. Auf Grundlage eines Gesetzes aus dem Jahr 1992 wurden bis 1999 drei Kandidatenregionen ermittelt: Tochigi-Fukushima im Nordosten, Gifu-Aichi in Tōkai und Mie-Kiō. Bisher sind noch keine Aktivitäten erfolgt.

### Bevölkerungsentwicklung

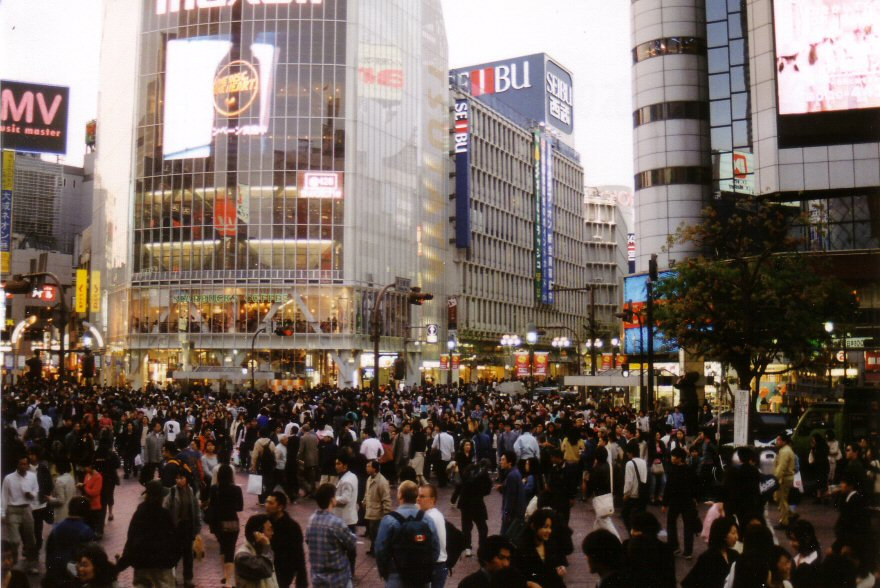
Kreuzung in Shibuya

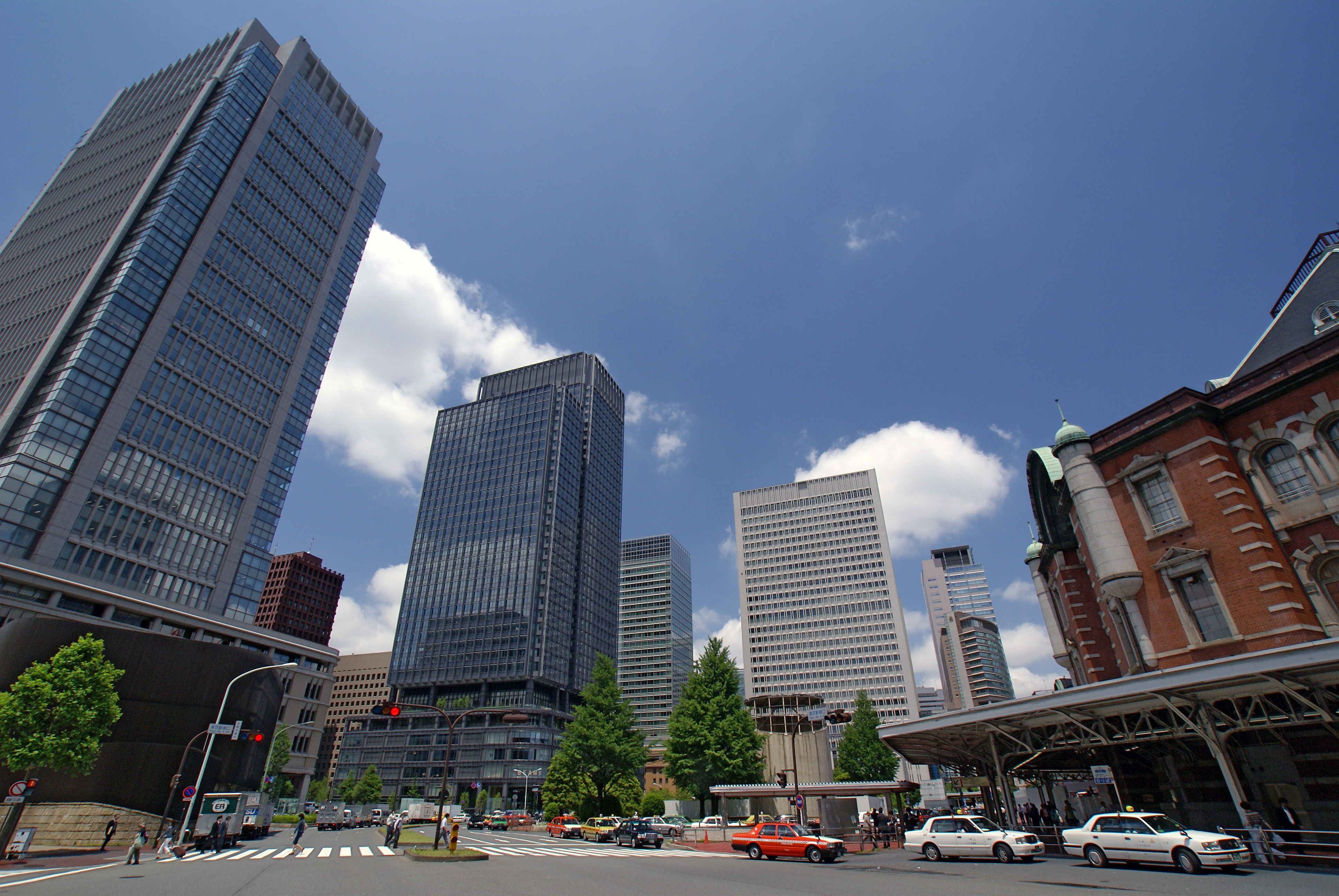
Marunouchi

Bevölkerungsentwicklung Tokios zwischen 1870 und Gegenwart

Bevölkerungspyramide von Tokio. Mit einer durchschnittlichen Fertilitätsrate von 0,98 (2006) gehört Tokio zu den kinderärmsten Städten in ganz Japan. Am niedrigsten ist die Rate in Shibuya mit 0,73, am höchsten in Edogawa mit 1,33 (z. Vgl. Deutschland 1,33; Berlin 1,22).

Seit den 1880er-Jahren leben in Tokio mehr als eine Million Einwohner. Seit den späten 1940er Jahren ist die Metropolregion Tokio erneut rasch gewachsen, sowohl nach Fläche als auch nach Einwohnerzahl. In ihr lebt ungefähr ein Viertel der Gesamtbevölkerung Japans. Ihre äußere Grenze liegt zwischen 40 und 70 Kilometer vom Stadtzentrum entfernt. Nach einem Zwischenhoch 1965 hatte sich die Bevölkerung der 23 Bezirke verringert, steigt aber momentan durch Reurbanisierung wieder an und hat mittlerweile auch den Stand von 1965 übertroffen.
Die 23 Bezirke haben zusammen 9.640.742 Einwohner (Stand: 1. März 2021). Der Großraum Tokio bildet gemeinsam mit den angrenzenden Präfekturen Kanagawa, Saitama und Chiba das größte zusammenhängende urbane Gebiet der Erde mit 37,4 Millionen Einwohnern (2017). Die Metropolregion beherbergt 27 Städte mit mehr als 200.000 Einwohnern, 17 Städte mit einer Bevölkerung von über 300.000, und acht mit einer Einwohnerzahl von mehr als 500.000.
Tokio hat drei weitere Millionenstädte als Vororte: Yokohama, Saitama und Kawasaki. Im östlichen Vorort Chiba leben etwa 900.000 Menschen. Yokohama im Süden Tokios hat mit 3,6 Millionen Einwohnern etwa ebenso viele Einwohner wie Berlin oder Madrid.
Die folgende Übersicht zeigt die Einwohnerzahlen der früheren Stadt Tokio, also des Gebiets der heute 23 Bezirke, nach dem jeweiligen Gebietsstand. Bis 1914 handelt es sich um Schätzungen, von 1920 bis 2005 um Volkszählungsergebnisse.
| Datum            | Einwohner |
| ---------------- | --------- |
| 1872             | 595.900   |
| 1877             | 796.800   |
| 1881             | 823.600   |
| 1884             | 914.300   |
| 1887             | 1.121.900 |
| 1891             | 1.268.900 |
| 1898             | 1.440.100 |
| 1904             | 1.818.700 |
| 1908             | 2.186.100 |
| 1914             | 2.050.100 |
| 1. Oktober 1920  | 2.173.201 |
| 1. Oktober 1925  | 1.995.567 |
| 1. Oktober 1930  | 2.070.913 |
| 1. Oktober 1935  | 5.875.667 |
| 1. Oktober 1940  | 6.778.804 |
| 22. Februar 1944 | 6.558.161 |
| 1. November 1945 | 2.777.010 |

| Datum           | Einwohner |
| --------------- | --------- |
| 26. April 1946  | 3.442.106 |
| 1. Oktober 1947 | 4.177.548 |
| 1. August 1948  | 4.555.565 |
| 1. Oktober 1950 | 5.385.071 |
| 1. Oktober 1955 | 6.969.104 |
| 1. Oktober 1960 | 8.310.027 |
| 1. Oktober 1965 | 8.893.094 |
| 1. Oktober 1970 | 8.840.942 |
| 1. Oktober 1975 | 8.646.520 |
| 1. Oktober 1980 | 8.351.893 |
| 1. Oktober 1985 | 8.354.615 |
| 1. Oktober 1990 | 8.163.573 |
| 1. Oktober 1995 | 7.967.614 |
| 1. Oktober 2000 | 8.134.688 |
| 1. Oktober 2005 | 8.483.050 |
| 1. Oktober 2006 | 8.535.792 |
| 1. April 2012   | 8.980.768 |

| Datum           | Einwohner |
| --------------- | --------- |
| 1. Februar 2015 | 9.157.590 |
| 1. Oktober 2016 | 9.375.104 |
| 1. Oktober 2017 | 9.467.490 |
| 1. Oktober 2018 | 9.555.919 |
| 1. Oktober 2019 | 9.644.079 |

### Bevölkerungsentwicklung der Metropolregion
Laut Zahlen der Vereinten Nationen wuchs die Bevölkerung der Metropolregion von 11,3 Millionen im Jahre 1950 auf über 37,4 Millionen im Jahre 2017 an. Die Metropolregion Tokio ist damit die größte der Welt. Es wurde noch bis 2020 mit einem Ansteigen der Bevölkerung gerechnet. Für 2050 wird mit einer Bevölkerung von 32,6 Millionen Einwohnern ausgegangen, womit Tokio seinen Status als bevölkerungsreichste Agglomeration der Welt verlieren würde. Für 2100 wird mit einer Bevölkerung von 25,6 Millionen gerechnet.
Bevölkerungsentwicklung der Agglomeration laut UN
| Jahr | Einwohnerzahl |
| ---- | ------------- |
| 1950 | 11.275.000    |
| 1960 | 16.679.000    |
| 1970 | 23.298.000    |
| 1980 | 28.549.000    |
| 1990 | 32.530.000    |
| 2000 | 34.450.000    |
| 2010 | 36.860.000    |
| 2017 | 37.397.000    |

## Politik

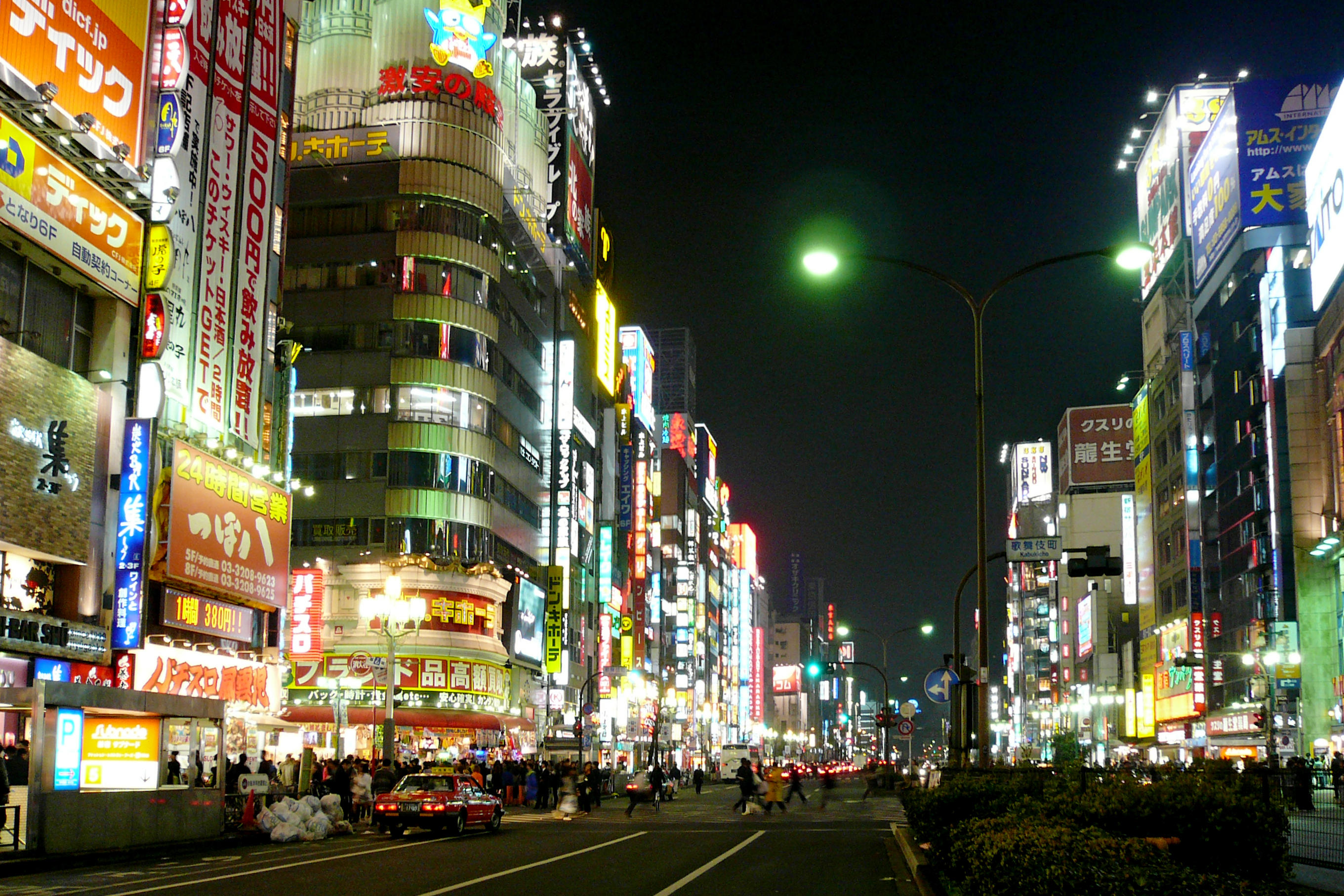
Yasukuni-dōri in Shinjuku

Eine gemeinsame politische Struktur ausschließlich für Tokio existiert nicht. Gemeinsame Verwaltungsaufgaben für Tokio werden direkt von der übergeordneten Präfektur Tokio (Tōkyō-to, engl. Tokyo Metropolis) mit Sitz im Tokyo Metropolitan Government Building in Shinjuku wahrgenommen. Die 23 Bezirke haben deshalb als tokubetsu-ku („Sonder-“ oder „Spezial-Bezirke“) einen einzigartigen Status unter den Kommunen Japans. Sie arbeiten durch einige gemeinsame Institutionen wie der „Sonderbezirksbürgermeisterkonferenz“ in verschiedenen Bereichen wie der Organisation von Pferderennen oder bei der Rekrutierung kommunaler Beamten zusammen; eine Reihe dieser stadtweiten Institutionen haben ihren Sitz im Tōkyō kusei kaikan (etwa „Haus der Tokioter Bezirkspolitik“) in Iidabashi im Bezirk Chiyoda.
Versuche einiger Politiker, z. B. in den 2000er Jahren ein Vorstoß von Shigefumi Matsuzawa und Kiyoshi Ueda, den damaligen Gouverneuren der Nachbarpräfekturen Kanagawa und Saitama, zusätzlich eine enge, gemeinsame Verwaltungsstruktur für die Metropolregion Tokio aufzubauen, sind bisher ohne konkretes Ergebnis. Existierende Kooperationsforen sind die regionale Gouverneurskonferenz Kantō (Kantō chihō chijikai) aus zehn Gouverneuren der Region sowie die kyū-tokenshi-shunō-kaigi (etwa „Konferenz der Verwaltungschefs von neun Präfekturen und Städten“, manchmal auch shutoken summit), die die Gouverneure der Präfekturen Saitama, Chiba, Tokio und Kanagawa sowie die Bürgermeister der Städte Yokohama, Kawasaki, Chiba, Saitama und Sagamihara versammelt.
Auf Landkarten auch von staatlichen Stellen wird Tokio häufig nach wie vor als ganzes als Hauptstadt der Präfektur Tokio gekennzeichnet, auch wenn sie es rein technisch betrachtet seit der Auflösung der Stadt als Verwaltungseinheit 1943 nicht mehr sein kann; formal ist seit dem Umzug der Präfekturverwaltung 1991 der „Sonderbezirk“ Shinjuku Sitz der Präfekturverwaltung. Betrachtet man Tokio als Präfekturhauptstadt, ist sie unter allen 47 Präfekturhauptstädten diejenige mit dem höchsten Anteil an der Präfekturbevölkerung – in den 23 Bezirken leben mehr als zwei Drittel der Einwohner der Präfektur Tokio; damit läge sie noch deutlich vor der Stadt Kyōto, wo rund 56 % der Einwohner der Präfektur Kyōto leben. Berücksichtigt man dagegen nur existierende Gemeinden, so ist Shinjuku mit weniger als 3 % die Präfekturhauptstadt mit dem niedrigsten Anteil an der Präfekturbevölkerung.
| Zeitraum        | Verwaltung Tokios                                                                        | Grund der Änderung, Anmerkungen |
| --------------- | ---------------------------------------------------------------------------------------- | --- |
| bis 1868        | 2 Shōgunatsverwaltungen (bugyōsho) für Edo                                               | Die drei Hauptstädte Edo, Osaka und Kyōto und eine Reihe weiterer wichtiger Städte wurden als Shōgunatsstädte durch Stadtverwalter (machi-bugyō) direkt vom Shōgunat kontrolliert. |
| Jul.–Sept. 1868 | Präfektur Edo (Edo-fu)                                                                   | Zusammenlegung der Shōgunatsverwaltungen nach der Kapitulation von Edo und Unterstellung unter die neue Reichsregierung |
| 1868–1871       | Präfektur Tokio (Tōkyō-fu) (ohne kurzzeitige Exklaven)                                   | mit dem Umzug des Kaisers umbenannt |
| 1871–1878       | 6 „große Bezirke“ der Präfektur Tokio (weiter unterteilt in 97 „kleine Bezirke“ (shōku)) | Einteilung der Präfekturen in „große Bezirke“ (daiku) [in der Präfektur Tokio nach der Vergrößerung elf] Vergrößerung der Präfektur Tokio um Teile von Nachbarpräfekturen bereinigt um bisherige feudale Ex-/Enklaven (insb. Setagaya und Umgebung als Exklave der Präfektur Hikone in der Präfektur Shinagawa) |
| 1878–1889       | 15 Stadtkreise/Bezirke (ku) der Präfektur Tokio                                          | Einteilung der Präfekturen in [in der Präfektur Tokio anfangs nur sechs] Landkreise (gun) und Stadtkreise (ku) |
| 1889–1932       | [kreisfreie] Stadt Tokio (Tōkyō-shi) (unterteilt in 15 Stadtbezirke (ku))                | Einteilung der Präfekturen in moderne Gemeinden (shi/chō/son) [in der Präfektur Tokio 1893 über 150] noch bis 1898 wurde Tokio aber als Immediatstadt ohne unabhängige Verwaltung regiert: der Gouverneur der Präfektur Tokio war gleichzeitig Bürgermeister der Stadt Tokio.                                   |
| 1932–1943       | [kreisfreie] Stadt Tokio (Tōkyō-shi) (unterteilt in 35 Stadtbezirke (ku))                | „Groß-Tokio“: Eingemeindung von 82 Gemeinden=fünf kompletten Landkreisen der Präfektur Tokio, 20 neue Stadtbezirke |
| 1943–1947       | 35 nun präfekturunmittelbare Bezirke (ku)                                                | Tōkyō-tosei: Abschaffung der Stadt Tokio, direktere Kontrolle der Reichsregierung über die Präfektur Tokio |
| seit 1947       | 23 „Sonderbezirke“ (tokubetsu-ku) der Präfektur Tokio                                    | Neugliederung der Bezirke, Demokratisierung, aber keine Wiederherstellung der Stadt Tokio, dafür Einführung des Status von „Sonderbezirken“ mit vergleichbaren Selbstverwaltungsrechten wie andere Gemeinden (nach Ende der Besatzungszeit zeitweise wieder teilweise eingeschränkt)                            |

### Wahlen und Stimmgewicht
Zwölf der 23 Tokioter Bezirksbürgermeister und 20 der 23 Kommunalparlamente werden bei den „einheitlichen Regionalwahlen“ in Jahren vor Schaltjahren gewählt (zuletzt 2023). Bei Wahlen zum Parlament der Präfektur Tokio stellen die Bezirke Tokios nach der Wahl 2017 noch 87 der insgesamt 127 Abgeordneten, wobei die 23 Bezirke als SNTV-Wahlkreise dienen, aber ein sehr unterschiedliches Stimmgewicht haben: Bei der Wahl 2009 wählten die knapp 40.000 Wahlberechtigten des Bezirks Chiyoda einen Abgeordneten, das präfekturweit zweithöchste Stimmgewicht hinter den Izu- und Ogasawara-Inseln. Dagegen wählten im Bezirk Edogawa über 500.000 Wahlberechtigte fünf Abgeordnete, mit über 100.000 Wahlberechtigten pro Abgeordneter das viertniedrigste Stimmgewicht vor drei Wahlkreisen westlich von Tokio.

Abgeordnetenhauswahlkreise der Präfektur Tokio auf dem Gebiet der Bezirke (violett) ab der nächsten Abgeordnetenhauswahl; Wahlkreisgrenzen, die nicht mit Gemeindeübergrenzen übereinstimmen, in rot

Im nationalen Unterhaus umfassen die Bezirke Tokios bisher 17 der insgesamt 25 Einzelwahlkreise der Präfektur Tokio, wobei einer davon auch die zur Präfektur Tokio gehörigen Pazifikinseln enthält. Auch dabei ist das Stimmgewicht unterschiedlich, ist aber im landesweiten Vergleich generell niedrig: So gab es 2009 in den meisten Wahlkreisen in Tokio über 400.000 Wahlberechtigte pro Abgeordneter, während der eher ländliche, westlichste Wahlkreis der Präfektur Tokio nur rund 320.000 Wahlberechtigte verzeichnete – zum Vergleich: in sieben Wahlkreisen in Shikoku lebten 2009 jeweils weniger als 250.000 Wahlberechtigte. Nach der Neuordnung 2022 nach Adams-Verfahren erhält Tokio bei der nächsten Abgeordnetenhauswahl fünf Wahlkreise mehr, von den dann 30 Wahlkreisen umfassen die Bezirke und Inseln Tokios zusammen 21.
Nur bei Gouverneurs- und nationalen Oberhauswahlen unterscheidet sich das Stimmgewicht der Bewohner der Bezirke Tokios nicht vom Rest der Präfektur Tokio, da dabei die gesamte Präfektur einen Wahlkreis bildet.

## Kultur und Sehenswürdigkeiten

### Theater

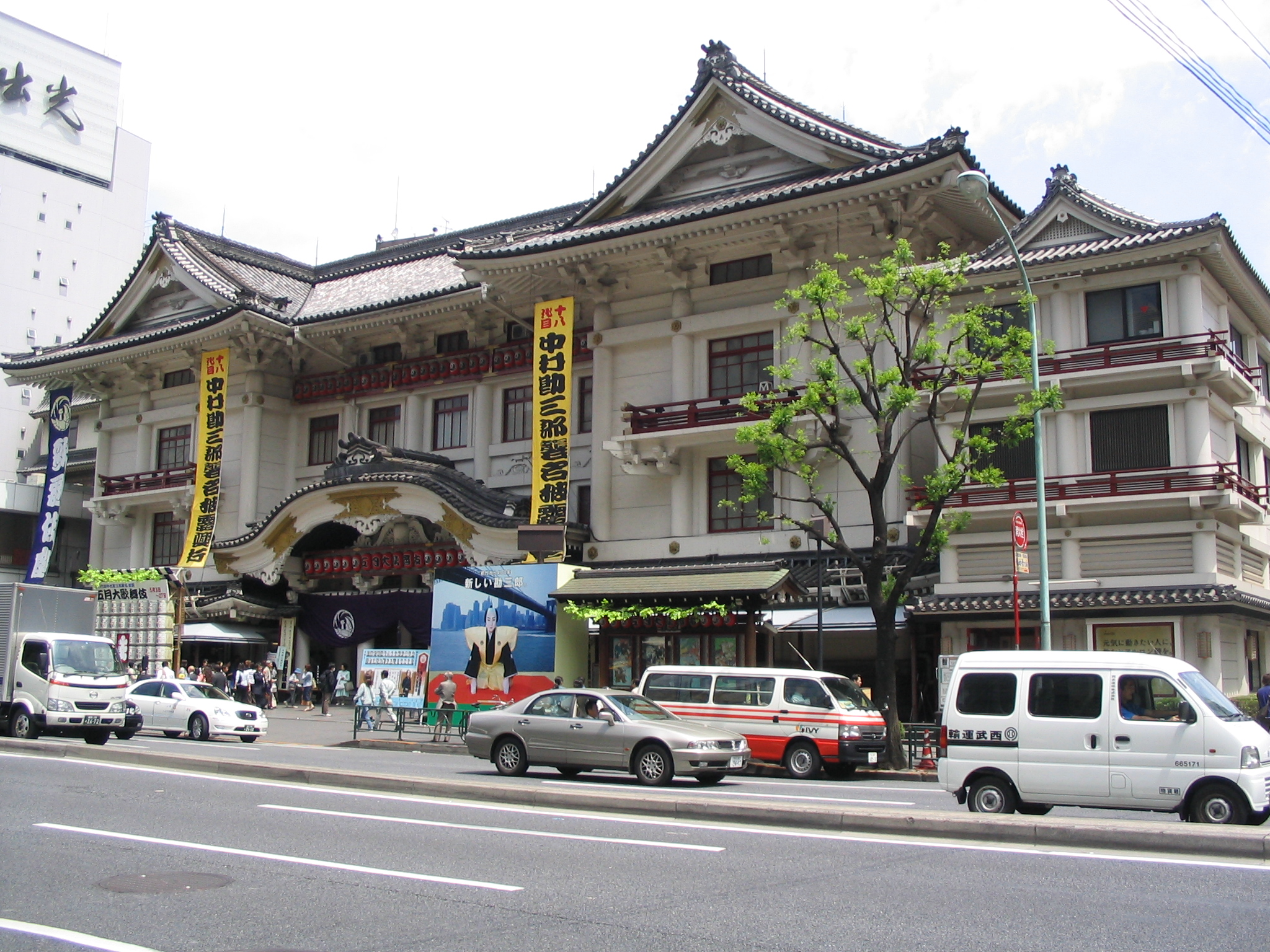
Kabuki-za-Theater

Tokio besitzt viele Theater, in denen sowohl traditionelle Formen des Theaters – wie zum Beispiel Nō und Kabuki – als auch moderne Stücke aufgeführt werden. Mehrere Sinfonieorchester und viele kleinere Orchester haben westliche und traditionelle japanische Musik in ihrem Repertoire.
Nahe dem Tokyo Opera City Tower liegt im Bezirk Shibuya das Neue Nationaltheater (Shin kokuritsu gekijō), das in den Theatern Opera Gekijō („Opernhaus“; engl. Opera Palace), Chū-gekijō („Mittleres Theater“, Play House) und Shō-gekijō („Kleines Theater“, The Pit) Opern, Ballett und zeitgenössischen Tanz zeigt. Auch in der Opera City befindet sich das Konzerthaus von Tokio mit sinfonischer Musik im Spielprogramm. Die Suntory Hall ist ein Konzerthaus im Stadtteil Akasaka, es zählt zu den weltweit renommiertesten Konzerthäusern. In Partnerschaft mit mehreren europäischen Theaterhäusern zeigt das Panasonic Globe Theatre westliche Dramen. Das Takarazuka Grand Theatre ist ein Theater für Revuen und Musicals und Heimstätte der Musiktheatergruppe Takarazuka Revue. Nō und Kabuki werden in zahlreichen kleineren Theaterhäusern der Stadt aufgeführt.
Im Nationaltheater in Hayabusachō werden überwiegend Aufführungen traditioneller japanischer Theaterformen gegeben.

### Museen

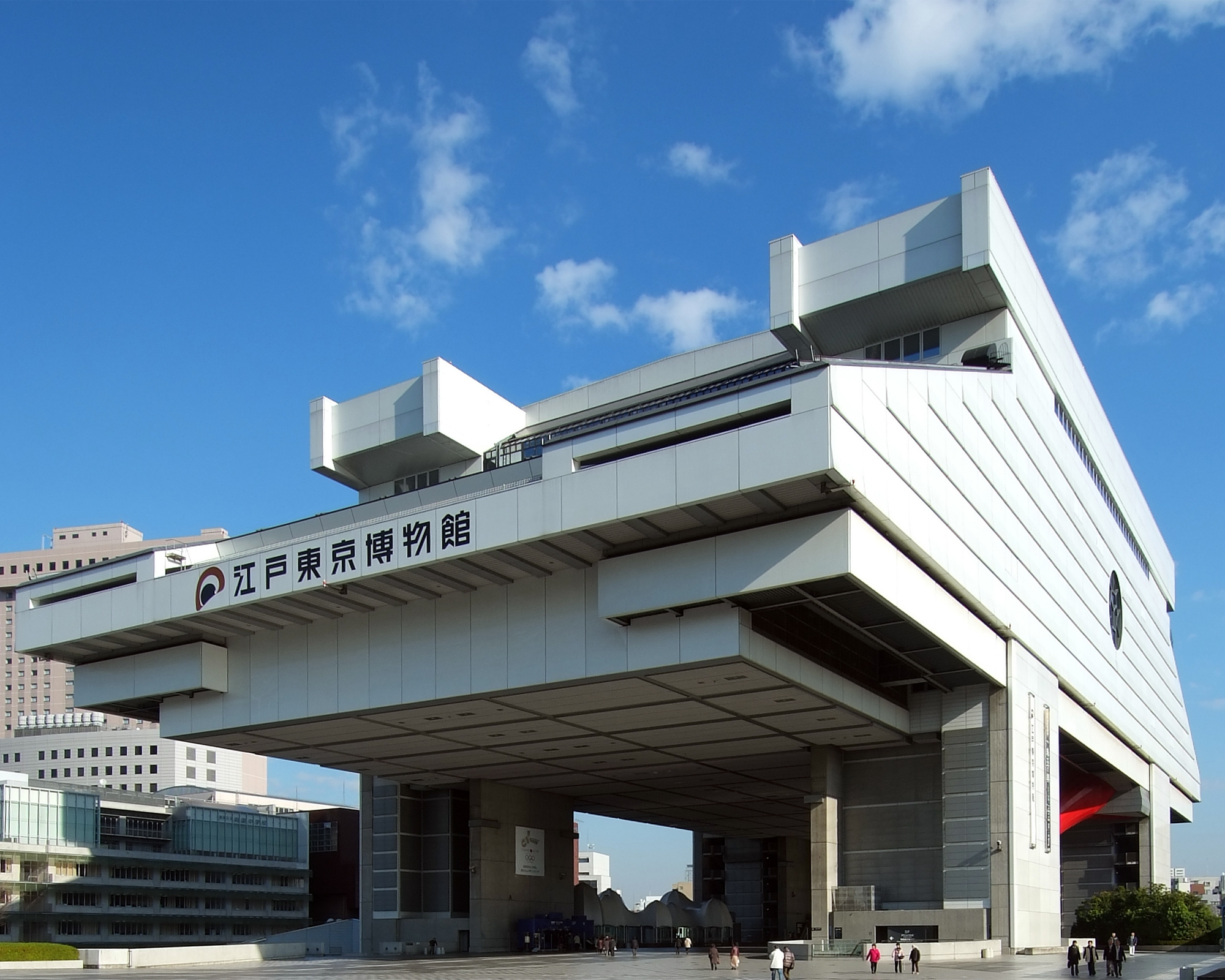
Edo-Tokyo-Museum

Im Ueno-Park im Bezirk Taitō befinden sich das Nationalmuseum Tokio, das größte und älteste Museum Japans. Es werden rund 110.000 Exponate der japanischen Kunst und Archäologie gezeigt. Weitere wichtige Kunstmuseen sind das Nationalmuseum für westliche Kunst, das Tokyo Metropolitan Teien Art Museum, das Artizon Museum und das Nationalmuseum für moderne Kunst.
Das 1871 gegründete Nationalmuseum der Naturwissenschaften zeigt eine Auswahl der 3,5 Millionen Einzelstücke, darunter eine Sammlung zur Wissenschaft vor der Öffnung Japans. Das Edo-Tokyo-Museum und Fukagawa-Edo-Museum befassen sich mit der Stadtgeschichte Tokios. Dort wurde das alte Tokio in Miniatur nachgebaut, einzelne historische Häuser werden auch in Originalgröße gezeigt.
Das U-Bahn-Museum Tokio besteht seit 1986.

### Bauwerke

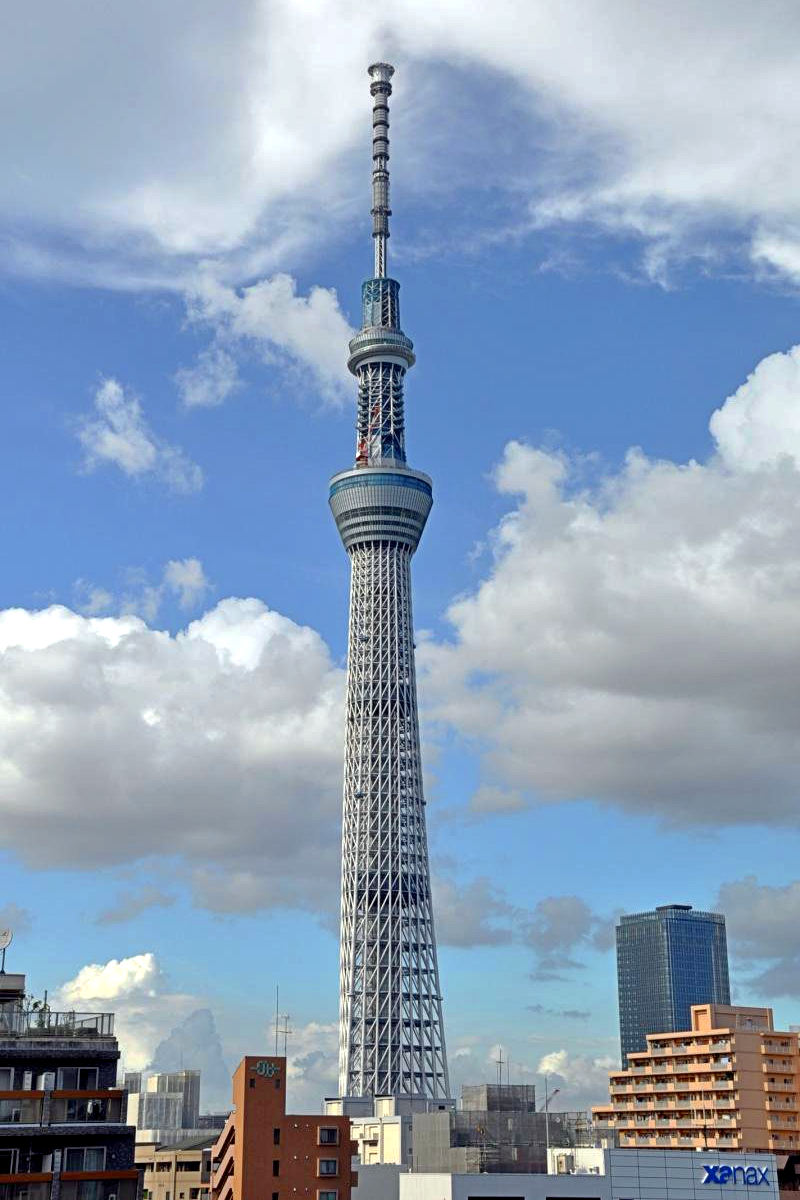
Der Tokyo Sky Tree

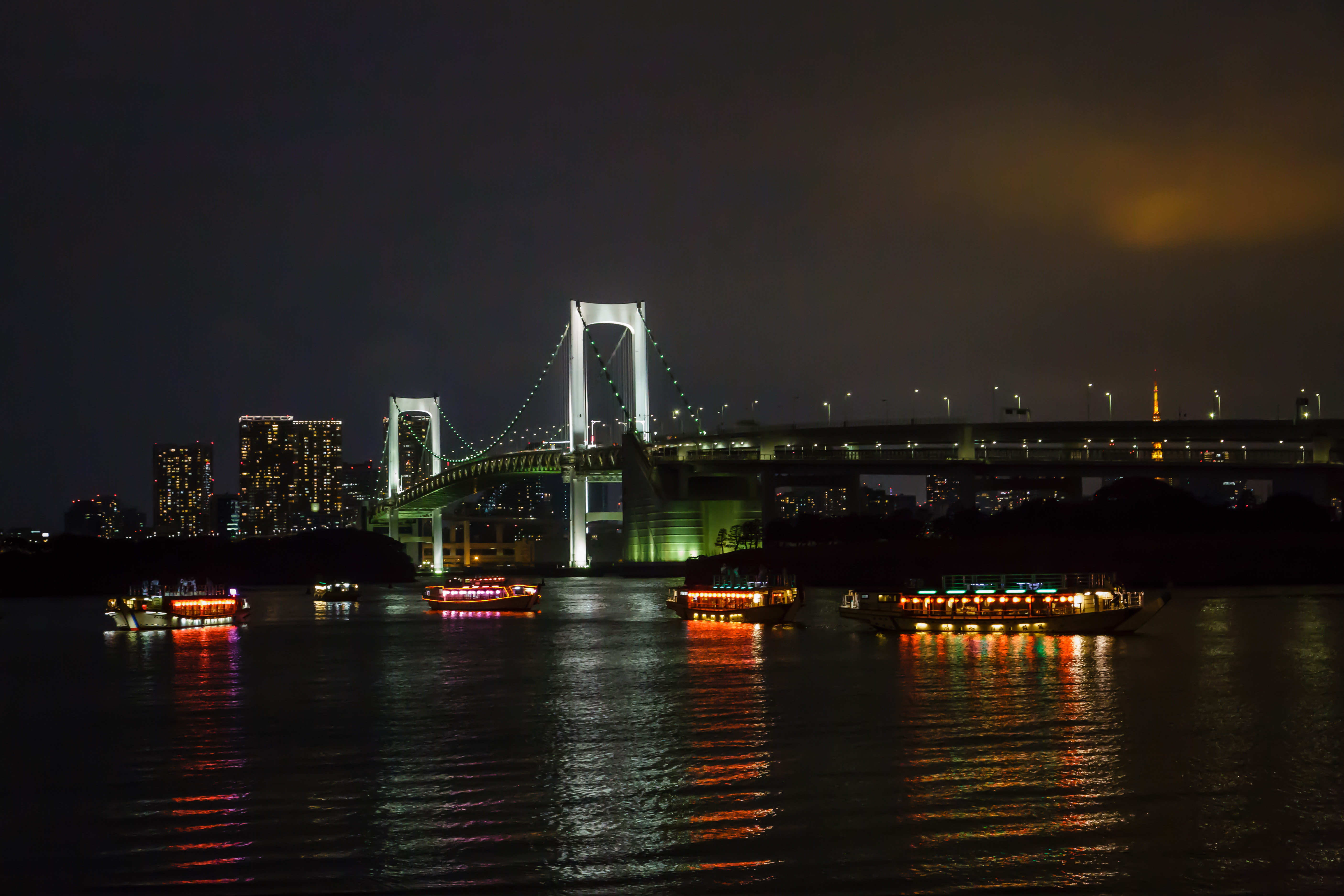
Die Rainbow Bridge bei Nacht

Shinjuku

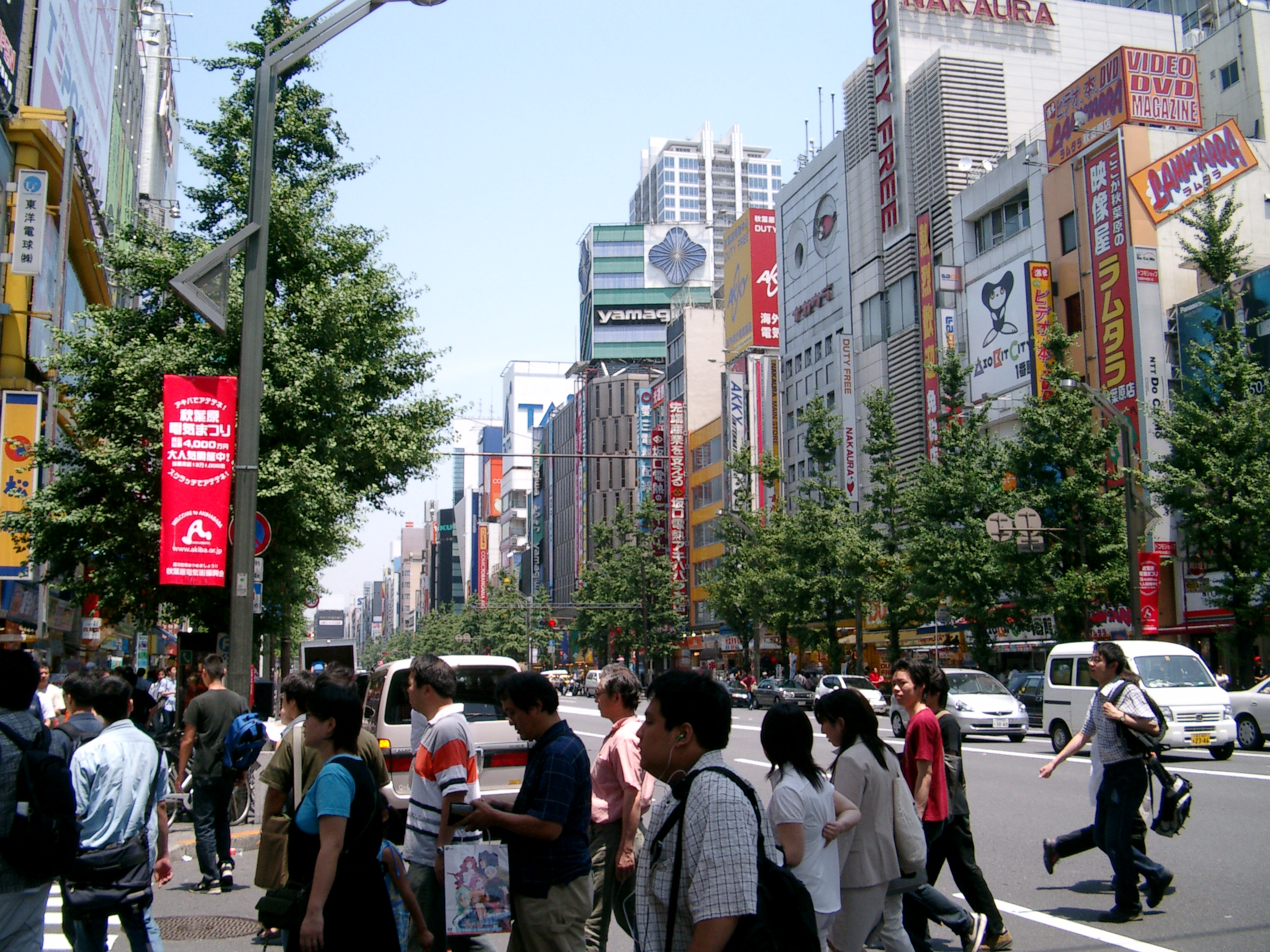
Akihabara

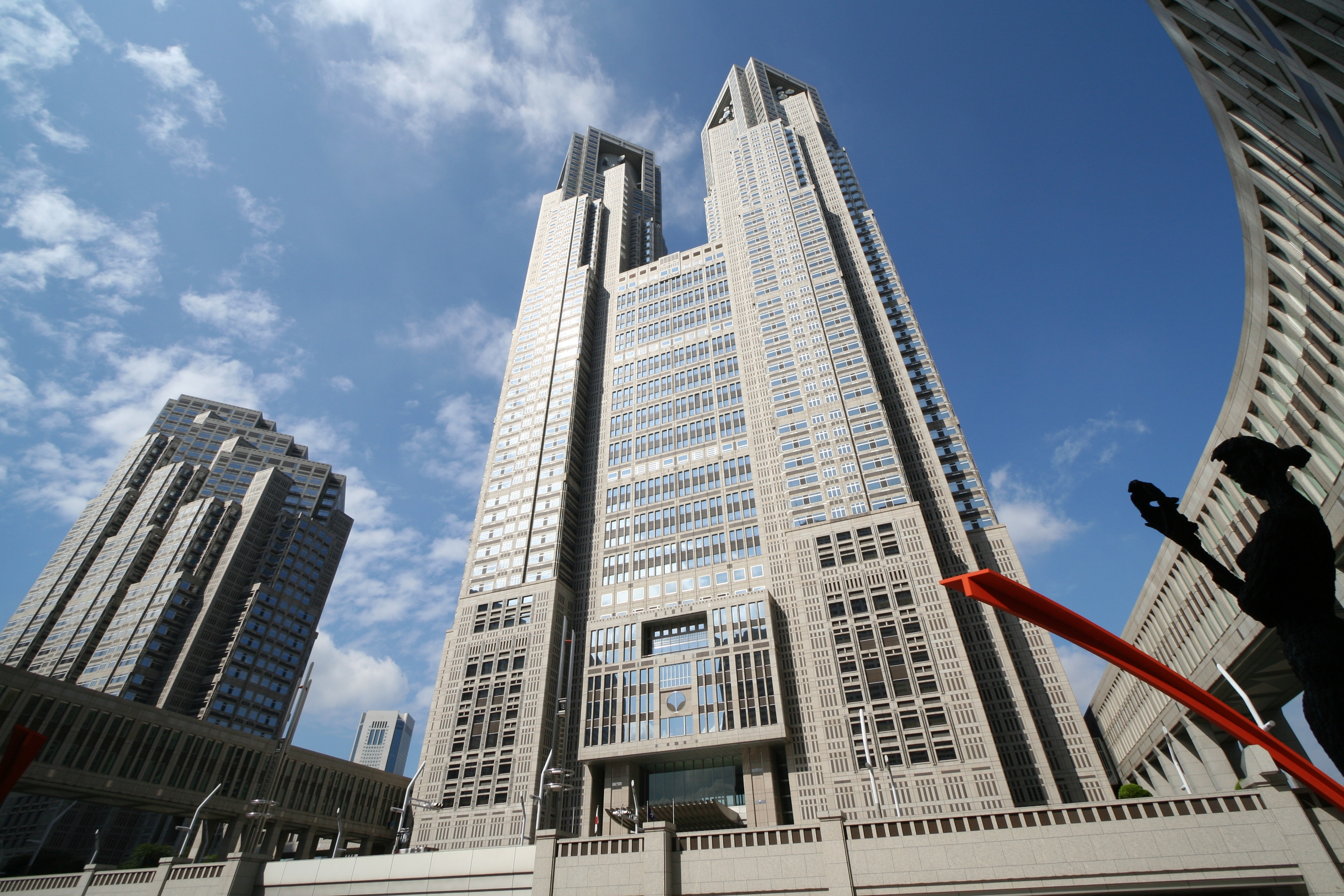
Das Tokyo Metropolitan Government Building in Shinjuku war mit 243 Metern bis zur Eröffnung des Tokyo Sky Tree das höchste Gebäude Tokios

Der historische Stadtkern Tokios im Bezirk Chiyoda wird vom Kaiserpalast Kōkyo dominiert. Die kaiserliche Residenz liegt auf dem ehemaligen Gelände der Burg Edo und ist von einer weitläufigen Parkanlage umgeben. Im südlich und westlich der Palastanlage gelegenen Stadtteil Nagatachō liegt das Regierungsviertel mit dem Amtssitz des Premierministers (Kantei), das Gebäude des japanischen Parlaments und dem Obersten Gerichtshof.
Östlich des kaiserlichen Palastes liegt der Stadtteil Marunouchi, das bedeutendste Geschäftsviertel des Landes. Viele der großen Konzerne Japans und eine große Anzahl an Einrichtungen des Finanzwesens haben hier ihre Hauptgeschäftsstelle. Im Jahre 1914 erlangte dieser Bezirk nach der Eröffnung des Hauptbahnhofs große Bedeutung. Im Osten von Marunouchi liegt das größte Einkaufsviertel Tokios. Es erstreckt sich vom nördlich gelegenen Stadtteil Nihombashi bis nach Ginza im Süden. Viele Kaufhäuser, internationale Mode-Marken, traditionelle Spezialitätengeschäfte, Vergnügungslokale und Restaurants haben sich entlang der Straßen dieser Bezirke angesiedelt.
Im Stadtbezirk Minato befindet sich der 333 Meter hohe Tokyo Tower, eines der Wahrzeichen der Stadt, und der Hochhauskomplex Tokyo Midtown. Ein weiteres Einzelhandels- und Geschäftszentrum ist der Bezirk Shinjuku um den Bahnhof Shinjuku, wo ebenfalls bedeutende Firmenzentralen und die Präfekturregierung angesiedelt sind. Weitere bedeutende Stadtzentren und Sehenswürdigkeiten sind Akihabara, auch als Electric City (電気街, denki-machi) bekannt, ein großes Elektronik- und Computereinkaufsviertel und Treffpunkt der Otaku, der Tsukiji-Fischmarkt (größter Fischmarkt der Welt), der Tokyo Dome, der Ueno-Park mit der Einschienenbahn Ueno-Zoo, das Kaufhaus Mitsukoshi und die Rainbow Bridge. Im Bezirk Sumida wurde am 18. März 2011 der Tokyo Sky Tree fertiggestellt, obwohl in der Woche zuvor das Tohoku-Erdbeben auch Tokio erreichte. Die Eröffnung erfolgte am 22. Mai 2012. Mit 634 Metern ist der Turm der höchste Fernsehturm der Welt sowie das zweithöchste freistehende Bauwerk nach dem Burj Khalifa im arabischen Dubai.
Bedeutende Sakralbauten sind der Meiji-Schrein und der Sensō-ji in Taitō, der älteste Tempel in Tokio.

### Parks

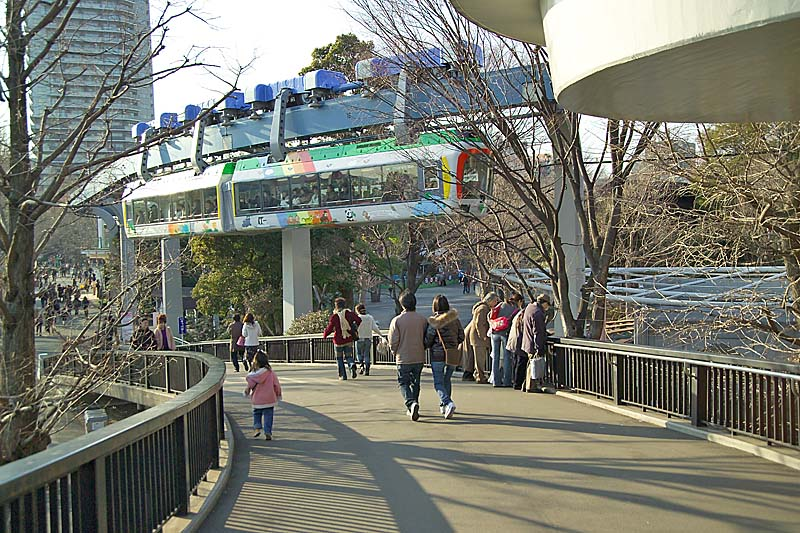
Monorail im Ueno-Zoo

Auch wenn in Tokio der Eindruck von dichter Stadtlandschaft mit wenig Grün überwiegt, gibt es im Stadtgebiet über hundert öffentliche Parks, wobei allerdings schon ein Spielplatz mit ein paar Bäumen als Park gilt. Die größten innerstädtischen Parks Tokios sind der Ueno-Park in Taitō, der Yoyogi-Park und der Shinjuku Gyoen, gefolgt vom Shinjuku-Chūō-Park, dem Hibiya-Park und den Grünanlagen rund um den Kaiserpalast (namentlich Ni-no-Maru-Park, Kita-no-Maru-Park, Chidori-ga-Fuchi-Park und Soto-Bori-Park).
Weitere Parks sind der Inokashira-Park zwischen den Städten Musashino und Mitaka, der Koishikawa-Kōrakuen, ein Landschaftsgarten auf dem Grundstück eines ehemaligen Daimyō-Anwesens direkt neben dem Tokyo Dome, und der Odaiba-Kaihin-Park, ein beliebter Pärchentreff mit Blick auf die Bucht von Tokio. Die bekanntesten Vergnügungsparks in Tokio sind der Tokyo Sea Life Park, Hanayashiki, Toshimaen, Tokyo Disney Resort, der Tama-Zoo und der Ueno-Zoo.
Der Tama-Zoo ist der größte Zoo von Tokio. Er wurde am 5. Mai 1958 eröffnet und umfasst ein Gelände von 52,3 Hektar. Der Zoo ist in drei ökologische Areale eingeteilt, den asiatischen Garten, den afrikanischen Garten und den australischen Garten. Dazu besitzt er ein Insektarium. In den jeweiligen Gärten werden typische Tiere des jeweiligen Erdteils gezeigt. Er liegt vor dem Bahnhof Tama Dōbutsu Kōen der Keiō-Dōbutsuen-Linie und der Einschienenbahn Tama.
Der Ueno-Zoo ist der älteste Tierpark Japans. Er ist kleiner als der Tama-Zoo und befindet sich im Ueno-Park mitten in der Tokioter Innenstadt. Der Zoo ist durch eine in einem Einschnitt liegende Straße in zwei Teile geteilt, die mit einer Brücke und der Ueno-Zoo Monorail verbunden sind.
Der „Hama-Rikyū-Garten“ an der Mündung des Sumida, ursprünglich der Garten der kaiserlichen Villa, ist bekannt für seinen Meerwasserteich, der auch Ebbe und Flut hat sowie seine mit Wisteria bewachsenen Brücken. Der „Kiyosumi-Garten“ bekam seine gegenwärtige Gestalt von Baron Iwasaki im Jahre 1878. Ein kleiner Teich mit circa 10.000 Karpfen ist umgeben von großen Felsen, die aus ganz Japan stammen. 1924 wurde er der Stadt Tokio geschenkt. Sehenswert sind auch die weiter im Westen, hinter den Vororten, gelegenen Teile der schönen Gebirgslandschaft des Chichibu-Tama-Kai-Nationalparks.

### Sport

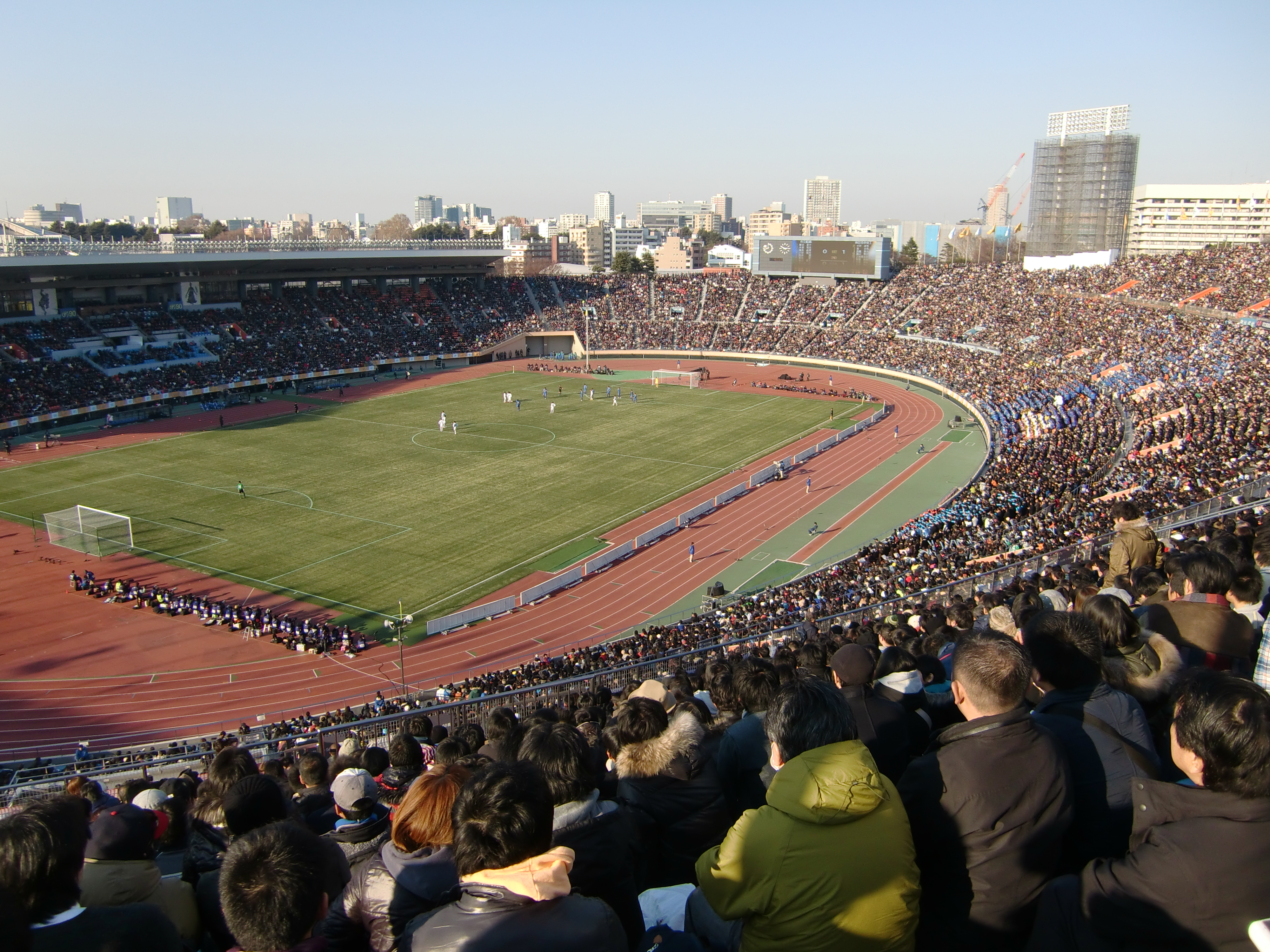
Nationalstadion von Japan

Neben der Sportart Sumō, dessen Turniere in Tokio im Januar, Mai und September im Ryōgoku Kokugikan stattfinden, sind Baseball und Fußball in Japan sehr populär. Tokio ist die Heimat der „New York Yankees von Japan“, dem Rekordmeister Yomiuri Giants, sowie der Tōkyō Yakult Swallows – beide aus der Central League. Im Großraum spielen außerdem die Yokohama DeNA BayStars und in der Pacific League die Chiba Lotte Marines und die Saitama Seibu Lions. J1-League-Fußballmannschaften aus Tokio sind der FC Tokyo und Tokyo Verdy, aus der Region kommen außerdem der Rekordmeister Kashima Antlers, JEF United Ichihara Chiba, die Yokohama F. Marinos, die Urawa Red Diamonds, Kawasaki Frontale, Ōmiya Ardija und Kashiwa Reysol.
Die traditionellen Sportarten wie Aikidō, Judo, Karate, Kyūdō und Kendō sind überwiegend nur in den jeweiligen Schulen zu bestimmten Zeiten zu besichtigen. Wer in Tokio joggen möchte, findet am Wassergraben um dem Kaiserpalast viele Gleichgesinnte.
Mehrere olympische Bauten, unter anderen das Olympiastadion und die Yoyogi Arena befinden sich in der Nähe des Meiji-Schreins. Die Sportstätten wurden anlässlich der Olympischen Spiele im Jahre 1964 nach Plänen des Architekten Kenzō Tange (1913–2005) erbaut. Die Olympischen Spiele 2020 fanden in Tokio statt.

### Regelmäßige Veranstaltungen

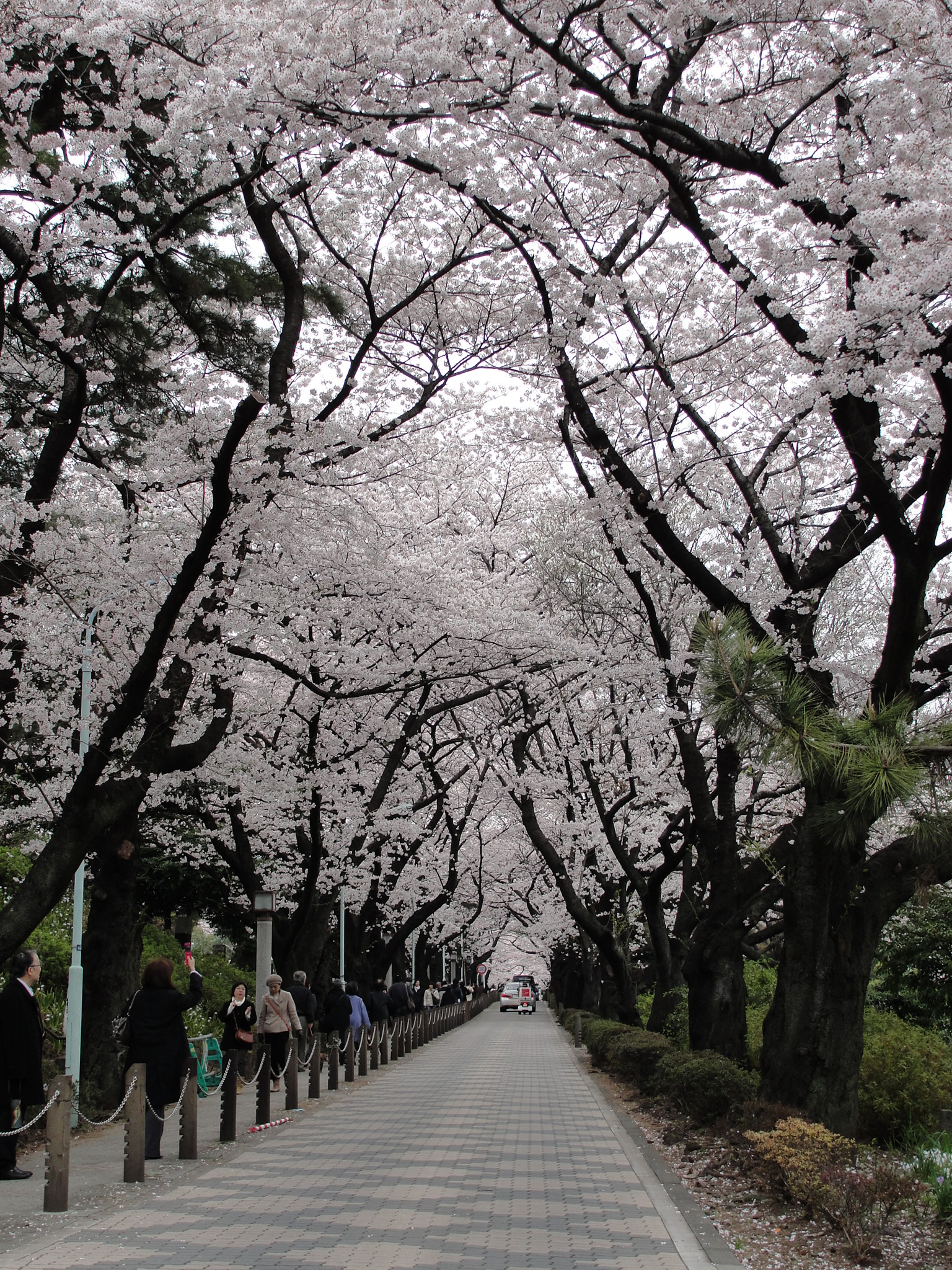
Friedhof Aoyama im Bezirk Minato während der Kirschblüte

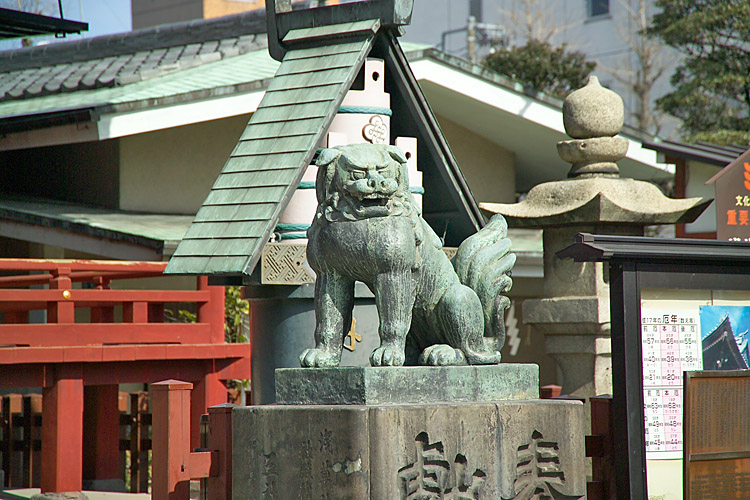
Asakusa-Schrein in Tokio

Jährlich Anfang April öffnen sich in Tokio die Kirschblüten (sakura no hana). Sie symbolisieren Schönheit, Perfektion, aber auch Vergänglichkeit auf der Höhe des Ruhmes. Die Menschen in Japan verehren die blassrosa Pracht deshalb als Sinnbild für ein kurzes, aber erfülltes Leben. Die Kirschblüte ist auch die offizielle Pflanze von Tokio.
In den etwa zwei Wochen, in denen die Kirschen in der Stadt blühen, treffen sich Japaner zum Picknick (Hanami, wörtlich Blütenschau) in den Parks mit Freunden, Kollegen und Familie. Die Kirschblüte ist auch ein Anlass, zu für ihre Kirschblüte besonders berühmten Parks und Gegenden zu reisen oder bekannte Sehenswürdigkeiten neu zu erleben. Berühmt für ihre Kirschblüten sind der Ueno-Park und der Park des Kaiserpalasts.

### Kulinarische Spezialitäten

Schaufensterauslage mit Modellen aus Kunststoff im Restaurant

In Tokio hat man die Auswahl unter mehr als 50.000 Restaurants. Diese bieten eine überraschend große Auswahl von preiswerten Nudelsuppen bis zum aristokratischen Kaiseki. Die Hauptrolle in der traditionellen japanischen Küche spielen Fisch, Reis, Sojabohnen und Gemüse. Am bekanntesten ist Sashimi (roher Fisch). Eine lokale Spezialität ist Monjayaki – insbesondere auf der Tsukishima Monja Street gibt es über 70 Monjayaki-Lokale.
Für die Haute Cuisine in Japan steht Kaiseki. Dieses aufwändige Gericht verkörpert die drei Ideale der einheimischen Küche: aufwändige Zubereitung, dekoratives Anrichten und erlesenes Ambiente. Es gilt als Krönung der japanischen Kochkunst und es werden nur absolut frische und möglichst naturbelassene Lebensmittel verwendet. Kaiseki, das sich aus einer Zwischenmahlzeit zur Teezeremonie entwickelte, wird heute in noblen Restaurants und Hotels serviert.
Die Japaner haben aber auch mit Rind, Geflügel und Schwein experimentiert und Gerichte wie Teppanyaki, Shabu shabu und Sukiyaki entwickelt. Bekannt ist das marmorierte einheimische Rindfleisch, dessen teuerste Marke das Kobe-Rind ist. Ein einfaches Mittag- oder Abendessen für jeden Tag bieten die zahlreichen Nudelrestaurants, die preiswerte Udon, Soba oder Ramen offerieren. Viele der kleinen Nudellokale in Tokio sind selbst nachts geöffnet und es gibt sie in fast jeder Straße.
Genauso beliebt sind nationale Spezialitätenrestaurants, „ethnic food“ genannt. Unter diesem Begriff verstehen Japaner alles, was nicht japanische oder westliche Küche ist. Vorrangig finden sich hier chinesische, koreanische (Yakiniku), indische (Curry), thailändische und vietnamesische Restaurants. Auch gibt es in Tokio eine signifikante Anzahl deutscher Restaurants. Modewellen bringen alle paar Jahre neues ethnic food nach Japan. Tokio als Weltstadt versammelt auch eine große Anzahl nationaler und internationaler Fastfood-Restaurant- und Café-Ketten, darunter MOS Burger, Royal Host, Yoshinoya, Kentucky Fried Chicken, McDonald’s und Starbucks.

## Wirtschaft und Infrastruktur
Laut einer Studie aus dem Jahr 2014 erwirtschafte die Metropolregion Tokio ein Bruttoinlandsprodukt von 1.617 Milliarden US-Dollar (Kaufkraftparität). In der Rangliste der wirtschaftsstärksten Metropolregionen belegte sie damit den 1. Platz. Als ein unabhängiges Land gezählt wäre sie damit unter den 10 größten Volkswirtschaften der Welt. Das BIP pro Kopf liegt bei 43.664 US-Dollar. Zwischen 2009 und 2014 wuchs das BIP pro Kopf mit 1,6 % jährlich. In der Metropolregion Tokio sind 19,3 Millionen Arbeitskräfte beschäftigt.

### Wirtschaft

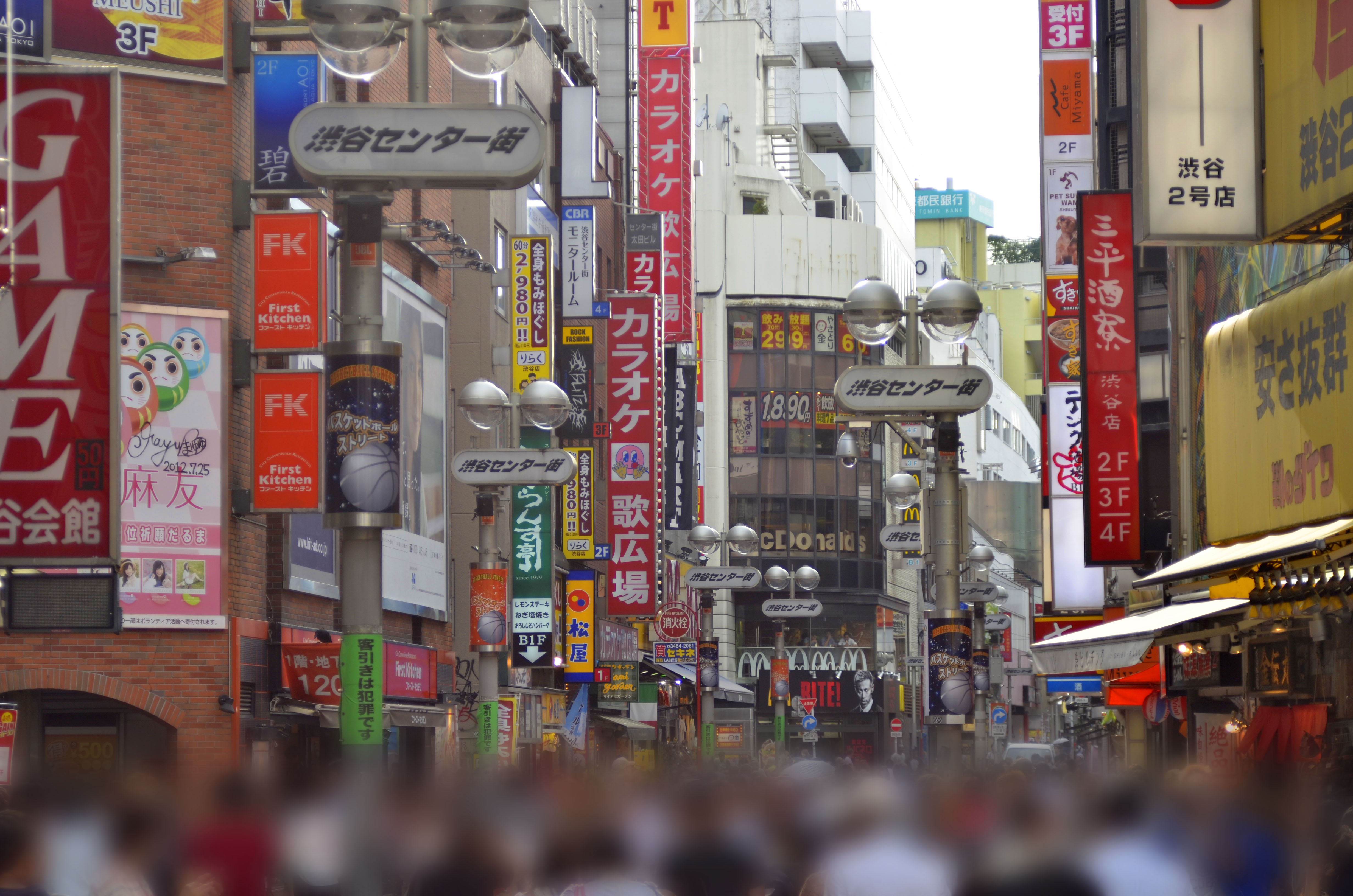
Einkaufsstraße in Shibuya

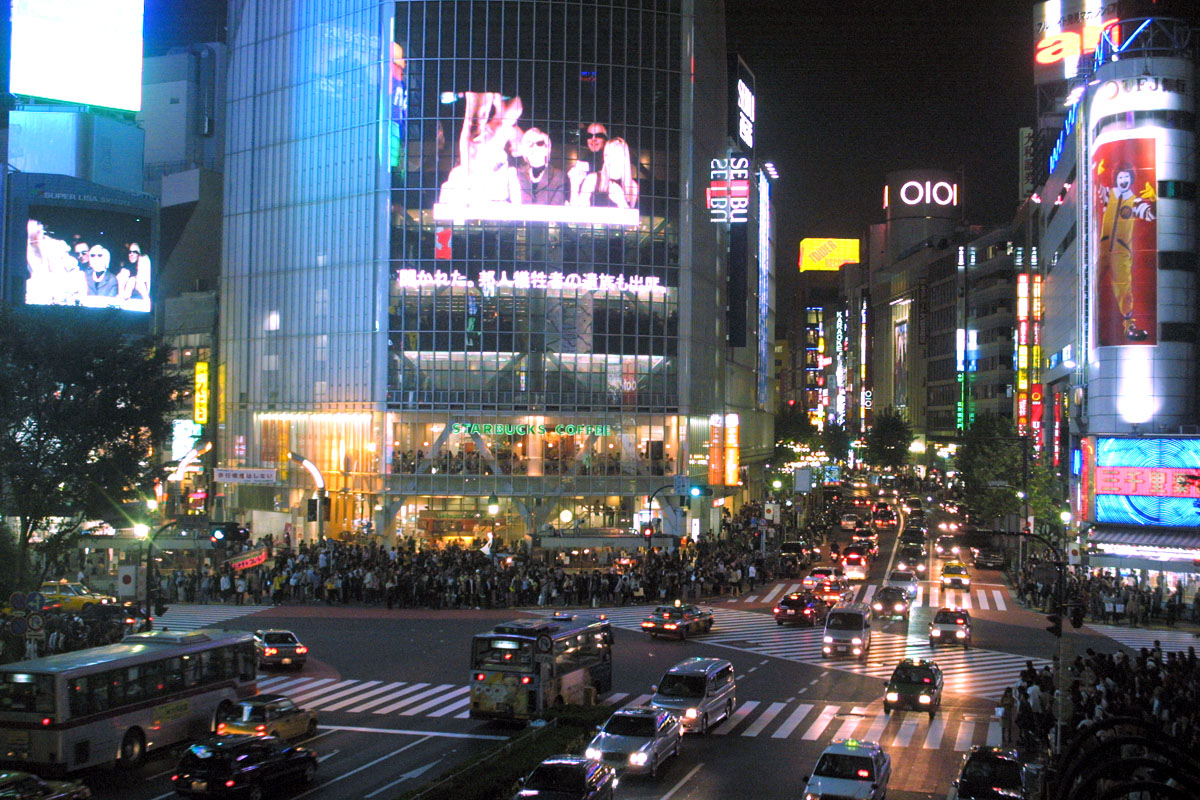
Tokio bei Nacht

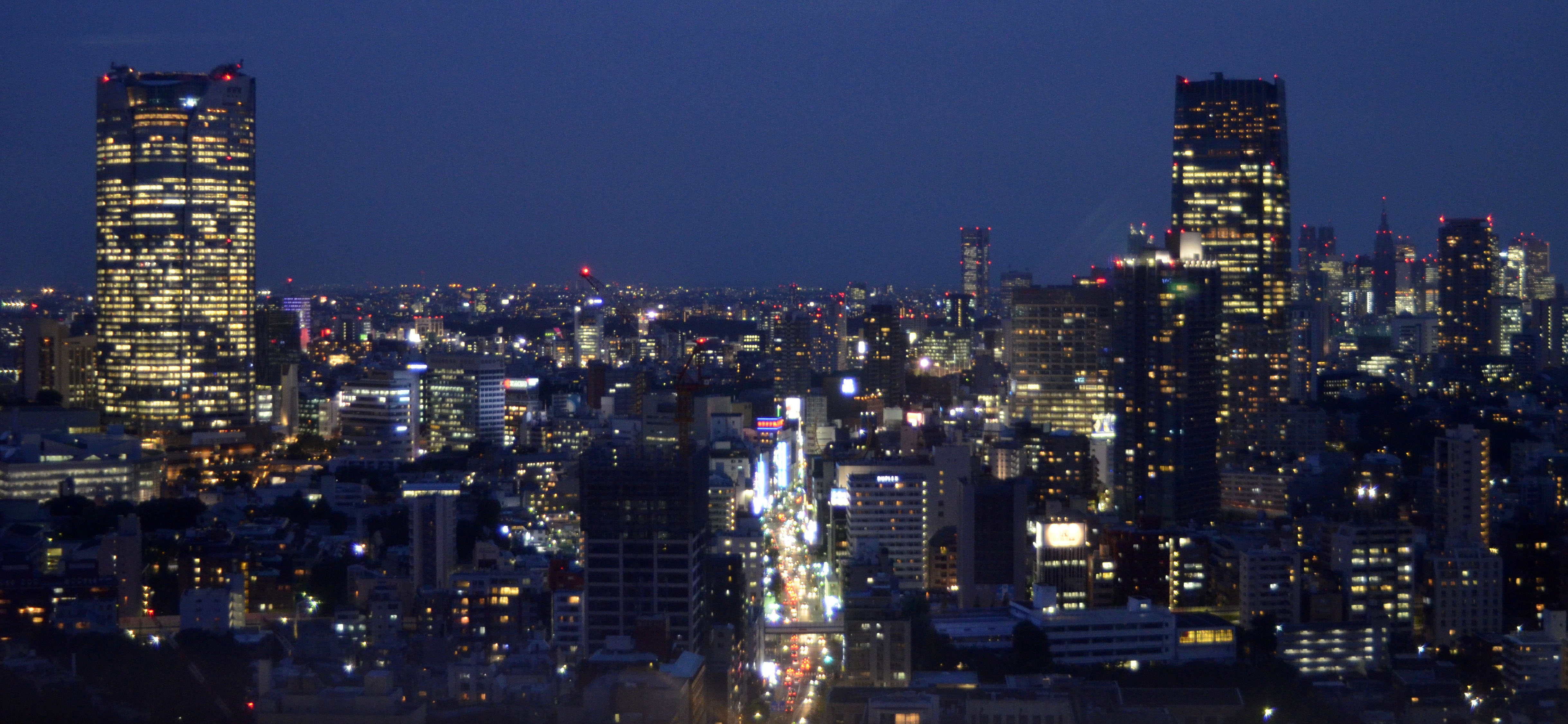
Nordwesten Tokios bei Nacht mit dem Gaien-Higashi-dori im Vordergrund

Viele Fabriken, Universitäten, Krankenhäuser und andere Einrichtungen haben seit den 1930er Jahren ihren Standort in die Außenbezirke Tokios verlagert. Ab Mitte der 1950er Jahre beschleunigte sich dieser Prozess, als Japan einen bemerkenswerten wirtschaftlichen Aufschwung erlebte. Aufgrund des Bevölkerungswachstums entstanden Subzentren in den (damaligen) Randgebieten wie Ikebukuro, Shinjuku und Shibuya. Dort haben sich verschiedene Dienstleistungsbetriebe – unter anderem des Einzelhandels und des Finanzwesens – angesiedelt. Mittlerweile ist die Großstadt Tokio (首都圏, shutoken; wörtlich: Hauptstadt-Gebiet) in die umliegenden Präfekturen Ibaraki, Tochigi, Gunma, Saitama, Chiba, Kanagawa und Yamanashi hineingewachsen.

#### Industrie
Am Ufer der Tokiobucht konzentrieren sich die modernen Großindustrien der Stadt. Dort liegt zwischen Tokio und Yokohama das größte Industriegebiet Japans. Der dominierende Wirtschaftszweig ist die Schwerindustrie, die mehr als zwei Drittel des Gesamtproduktionswertes erwirtschaftet. Die Leichtindustrie ist breit gefächert: Hergestellt werden chemische Produkte, Kameras, Maschinen, Metallwaren, Nahrungsmittel, optische Geräte und Textilien sowie eine große Vielfalt an Konsumgütern.
Die Wirtschaft der Stadt ist hoch effizient, ihre Stärken liegen besonders im internationalen Handel und in der forschungsintensiven Hochtechnologie. Aufgrund des hohen Lohnniveaus haben Tokioter Firmen schon in den 1970er Jahren begonnen, ihre Produktion besonders nach Südostasien auszulagern. Die in diesen Ländern geschaffene Infrastruktur hat es aber in den letzten Jahren auch dortigen einheimischen Unternehmen erlaubt, zu ausgewachsenen Konkurrenten für die Tokioter Industrie heranzuwachsen.

#### Immobilienblase
In den 1980er Jahren stiegen in Tokio die Grundstückspreise stark an. Es kam zu einem Immobilien-Boom (Bubble Economy), wobei die Grundstücke von Unternehmen als Sicherheiten für immer höhere Kredite benutzt wurden. Gleichzeitig stieg der Wert der Aktien und der Wert des Yen gegenüber dem US-Dollar, aber auch die Staatsverschuldung des Landes. Die Unternehmen hatten sehr viel Kapital zur Verfügung, das teilweise zur Akquirierung von Unternehmen außerhalb Japans, vor allem in den USA, verwendet wurde, aber auch zu großer Geldverschwendung führte.
Die Situation wurde riskant, als die Banken begannen, durch die überbewerteten Immobilien gegenfinanzierte Kredite auszugeben. Im Jahre 1990 platzte die Blase. Die Grundstückspreise sanken auf ein Viertel zurück, der Wert der Aktien kollabierte, und die Banken saßen auf ihren „faulen Krediten“. Seitdem befand sich die Tokioter Wirtschaft in einer Phase der Wirtschaftsflaute und Deflation, auch die Asienkrise 1997/1998 verhinderte eine Erholung.

#### Deregulierung
Das Kabinett um Premierminister Jun’ichirō Koizumi hat am Anfang dieses Jahrtausends teilweise vergeblich Anstrengungen zur Privatisierung von Staatsunternehmen und zur Deregulierung der japanischen Wirtschaft unternommen. Hinweise auf eine Besserung der Lage geben der China-Boom, der in den letzten Jahren eingesetzt hat, und Fortschritte in der Robotik-Forschung. Auch ist es den Banken seit Anfang der 1990er Jahre gelungen, eine Vielzahl der „faulen Kredite“ abzuschreiben und durch Fusionen den Sektor zu stabilisieren. 

#### Finanzwirtschaft
Tokio ist heute neben New York City und London einer der bedeutendsten globalen Finanzplätze. In der Hauptstadt befindet sich auch die größte nationale Wertpapierbörse, die Tokioter Börse.

### Verkehr

#### Fernverkehr
In der Meiji-Zeit zwischen 1868 und 1912 wurde in Japan ein Eisenbahnnetz errichtet, in dessen Zentrum Tokio liegt. Die Stadt ist über Hauptlinien mit allen Teilen des Landes verbunden und ein gut ausgebautes Nebenliniennetz durchzieht das nahe Hinterland. Von den wichtigsten Bahnhöfen der Stadt – Ikebukuro, Shibuya, Shinagawa, Shinjuku, Tokio (Hauptbahnhof) und Ueno – werden täglich mehrere Millionen Pendler befördert. Da die existierenden Hauptverbindungen bald überlastet waren, sind ab den 1960er Jahren mehrere Shinkansen-Strecken eröffnet worden.
Der Flughafen Haneda an der Tokiobucht südlich des Stadtzentrums diente lange Zeit sowohl dem internationalen als auch dem inländischen Flugverkehr, bis im Jahre 1978 der neue Flughafen Tokio-Narita 55 Kilometer östlich des Stadtzentrums in der Präfektur Chiba eröffnet wurde. Auf diesem ist im April 2002 eine zweite Start- und Landebahn in Betrieb genommen worden, die dem Kurz- und Mittelstreckenbetrieb innerhalb Asiens dienen soll. Über den Flughafen Haneda wurden zwischenzeitlich vorwiegend Inlandsflüge abgewickelt. Der zentraler gelegene Flughafen Haneda übernimmt seit 2010 wieder internationalen Flugverkehr.
Der Flughafen Narita wird von fast allen internationalen und nationalen Fluggesellschaften angeflogen. Er kann über zwei Bahnlinien erreicht werden. Dies sind der Narita Express mit den Haltestellen in Tokio, Shinjuku, Ikebukuro und Yokohama und die private Keisei-Linie mit den Zügen Skyliner und Limited Express, die den Bahnhof Ueno mit dem Flughafen Narita verbinden. Der Flughafen Haneda ist durch die Tōkyō Monorail an die Yamanote-Linie angebunden.
Der Hafen von Tokio bildet in der Bucht von Tokio zusammen mit dem Westen von Yokohama und dem Osten von Chiba eine Einheit. 25 Prozent aller Industriegüter werden hier weltweit verschifft. Der jährliche Güterumschlag beträgt damit über 360 Millionen Tonnen. Die meisten Industrien sind am Hafen angesiedelt, was die rasche Expansion der baulichen Maßnahmen erklärt.

#### Nahverkehr

Shuto-Autobahnnetz

Der Aufbau eines modernen Straßennetzes gestaltete sich besonders schwierig, da die Straßen der alten Hauptstadt Japans sehr eng und gewunden und für den Autoverkehr völlig ungeeignet waren. Vor den Olympischen Sommerspielen 1964 wurden jedoch strahlenförmig vom Stadtzentrum ausgehende Hauptverkehrsstraßen und Stadtautobahnen gebaut. Sie verbinden das Zentrum Tokios mit einem System von acht breiten Ringstraßen.
Seit den 1960er Jahren ist der private Autoverkehr allmählich zugunsten des öffentlichen Busverkehrs reduziert worden. Der Straßenverkehr wird auch heute noch durch die meist engen Straßen und die fehlenden Parkplätze eingeschränkt. Die rund 300 Kilometer der kostenpflichtigen Tokioter Autobahnen werden heute von der privatrechtlichen Shuto Kōsokudōro K.K. („Hauptstadt-Autobahnen“ AG; engl. Metropolitan Expressway Co., Ltd.) betrieben.
Seit der Eröffnung des ersten Streckenabschnitts der Tokioter U-Bahn am 30. Dezember 1927 entstand ein Netz mit zwölf Linien und einer Gesamtlänge von über 300 Kilometern, eines der größten der Welt. Die U-Bahn von Tokio ist eine der am stärksten in Anspruch genommenen U-Bahnen weltweit. Im Unterschied zu vielen Metros anderer Städte werden auf den verschiedenen Linien der Tokioter U-Bahn Fahrzeuge mit verschiedenen Spurweiten, Stromabnehmersystemen und Spannungen eingesetzt, sodass diese Fahrzeuge jeweils nur auf ihren Linien verkehren können. Die U-Bahn wird von zwei Betrieben geleitet, der Tōkyō Metro und der Toei (Verkehrsamt der Präfektur Tokio).
Die Stadt ist auch von einem dichten Netz von S-Bahnen der JR East und privaten Vorortbahnen durchzogen. Wichtigste S-Bahnen sind die Yamanote-Linie und die Chūō-Hauptlinie. Der öffentliche Verkehr wird außerdem von städtischen und privaten Bussen sowie der Toden-Arakawa-Linie, der letzten verbliebenen Straßenbahn, und diversen alternativen Schienensystemen wie dem Nippori-Toneri Liner bewältigt. Über 80 Prozent der beförderten Personen werden in Tokio mit dem Bahnnetz befördert. Trotzdem gibt es in Tokio aufgrund des hohen Verkehrsaufkommens noch große Kapazitätsprobleme.
Weil der Platz knapp ist, arbeiten einige Fahrschulen auf Flachdächern. Die älteste Fahrschule liegt im Norden Tokios, arbeitet seit 1966 auf dem Dach eines Supermarktes („Ito-Yokado“) und unterhält dort 35 Autos mit Fahrlehrern, die ein Verkehrswegenetz mit nachgebauten Kreuzungen und Zebrastreifen nutzen. Der Motorrad-Unterricht wurde wegen der Absturzgefahr gestrichen. Diese Idee haben längst auch andere japanische Städte aufgegriffen.

### Bildung

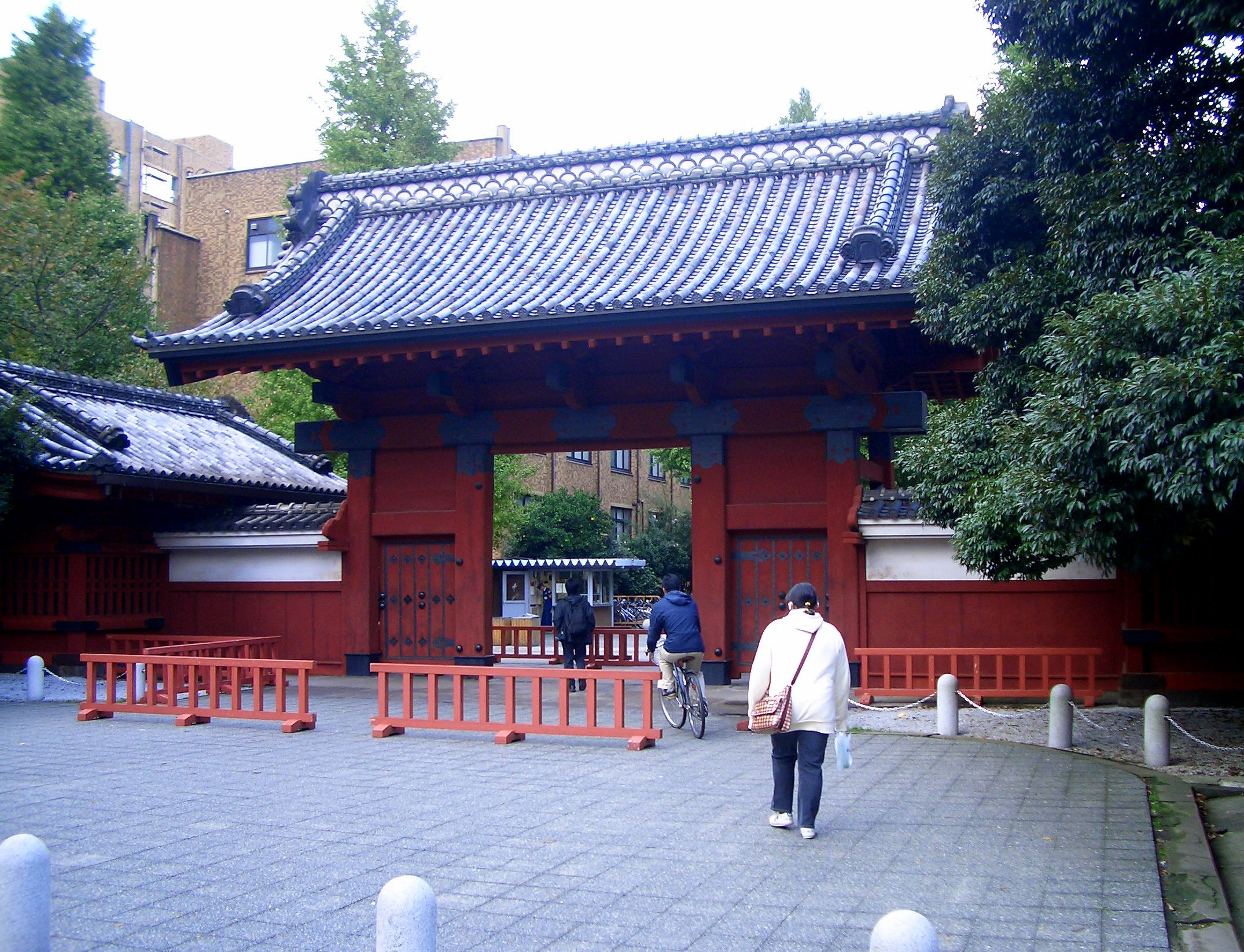
Universität Tokio, das Akamon (Rotes Tor)

Tokio ist der Mittelpunkt des Bildungswesens in Japan. Die zahlreichen staatlichen und privaten Universitäten der Metropolregion machen ein Viertel aller Universitäten des Landes aus, an denen ungefähr ein Drittel aller Studenten Japans eingeschrieben sind.
Die Universität Tokio (Tōkyō daigaku, bekannt unter der Abkürzung Tōdai) ist die älteste und renommierteste staatliche Universität Japans. Sie besitzt fünf Campus – vier in den Tokioter Stadtbereichen Hongo, Komaba, Shirokane und Nakano, und einen in Kashiwa in der Präfektur Chiba – sowie zehn Fakultäten mit insgesamt circa 28.000 Studenten, von denen 2100 Ausländer sind.
Die Keiō-Universität ist Japans älteste Institution für höhere Bildung. Sie wurde 1858 von Fukuzawa Yukichi als Privatschule für westliche Studien gegründet und richtete 1890 ihre erste Fakultät ein.
Die Waseda-Universität liegt im Norden des Stadtbezirks Shinjuku. Die Schule wurde von dem gelehrten Samurai Ōkuma Shigenobu im Jahre 1882 gegründet und 1902 zu einer vollwertigen Universität erklärt.
Weitere Universitäten sind die Technische Hochschule Tokio, die Hōsei-Universität, die Rikkyō-Universität, die Sophia-Universität, die Tōkyō Joshi Daigaku (englisch Tokyo Woman’s Christian University) und die Landwirtschaftsuniversität Tokio. Einige der über 100 Universitäten mit Sitz in der Präfektur Tokio, die einen Campus oder Außenstellen in Tokio unterhalten, sind die Hitotsubashi-Universität, die Chūō-Universität, die Tōkyō Geijutsu Daigaku (englisch Tokyo University of the Arts) und die Kunsthochschule Musashino. Tokio ist außerdem Sitz der Universität der Vereinten Nationen (UNU).
Nahe dem Kaiserpalast befinden sich die Nationale Parlamentsbibliothek und das Staatsarchiv.

## Persönlichkeiten
In Tokio sind zahlreiche bekannte Persönlichkeiten geboren. Dazu gehören unter anderem die US-amerikanische Sängerin Nikka Costa, die US-amerikanischen Filmschauspielerinnen und Schwestern Joan Fontaine und Olivia de Havilland, der Maler Takashi Murakami, der US-amerikanische Japanologe Edwin O. Reischauer, die japanische Prinzessin Takamatsu, die norwegische Schauspielerin und Regisseurin Liv Ullmann, der deutsche Fernsehjournalist und Moderator Ulrich Wickert sowie der deutsche Künstler Jonathan Meese.